# Gustavo A. Madero (Ciudad de México)
Gustavo A. Madero es una de las dieciséis demarcaciones territoriales de la Ciudad de México. Su territorio abarca 94.07 km² que corresponden al 6.1 % del territorio de la capital del país, y se encuentra en el extremo norte de ésta. Es la segunda demarcación más poblada de la entidad,  solo después de Iztapalapa.
Alrededor del siglo XV, los mexicas construyeron la calzada que lleva al cerro del Tepeyac, en la que adoraban a la diosa Tonantzin. En la época novohispana comenzó a venerarse a la Virgen de Guadalupe convirtiendo al lugar en la Villa de Guadalupe y a la postre en uno de los centros religiosos más importantes del mundo al que acuden millones de feligreses, especialmente cada 12 de diciembre. Desde 1853, la demarcación fue la municipalidad de Guadalupe Hidalgo hasta 1931, cuando pasó a llamarse Villa Gustavo A. Madero. 
Cuenta con numerosos centros deportivos, como el Deportivo 18 de Marzo, el Deportivo Oceanía y el Deportivo Hermanos Galeana; una de las principales sedes del Instituto Politécnico Nacional y planteles de la Universidad Nacional Autónoma de México, y espacios recreativos, como el Bosque de San Juan de Aragón.

## Toponimia
Su nombre actual lo recibió en honor a Gustavo Adolfo Madero, político participante en la Revolución mexicana, hermano de Francisco I. Madero. Anteriormente la zona se conoció como Tepeyac (en la nariz del cerro) y Guadalupe Hidalgo, debido a las apariciones de la virgen de Guadalupe y en honor a Miguel Hidalgo.

## Geografía

### Ubicación
La demarcación territorial se ubica en el extremo norte de la Ciudad de México. Tiene una superficie territorial de 95 km². Colinda al norte con los municipios de Tlalnepantla de Baz, Ecatepec de Morelos, Coacalco de Berriozábal y Tultitlán, del Estado de México; al sureste con la alcaldía Venustiano Carranza y al sur con la alcaldía Cuauhtémoc; al oriente con el municipio de Nezahualcóyotl, también del Estado de México; y al poniente con la alcaldía Azcapotzalco. 
Sus límites son marcados por importantes arterias como: 
el Circuito Interior o Río Consulado al sur, la Calzada Vallejo al poniente, y las avenidas Valle Alto, y 608, entre otras vialidades menores, al oriente.

### Orografía
El territorio se encuentra en el Eje Volcánico Transversal, en la subprovincia de Lagos y Volcanes del Anáhuac. En general, casi la totalidad de su terreno es plano con un promedio de 2240 m s. n. m., a excepción de la porción norte, que alberga parte de la Sierra de Guadalupe, misma que comparte con el Estado de México; sus elevaciones oscilan alrededor de los 2900 metros. Entre sus principales elevaciones se encuentran: Cerro del Chiquihuite, Cerro del Sombrero o Pico Tres Padres, Cerro del Guerrero, Cerro Santa Isabel y Cerro del Tepeyac.

### Hidrografía
La demarcación territorial cuenta con varios cauces que en la actualidad se encuentran casi en su totalidad entubados, cuyo espacio es ocupado en la actualidad para pasar por varias vialidades. Algunos de los antiguos ríos hoy entubados son los siguientes: río de los Remedios, río Consulado, río Guadalupe y río Santa Coleta.

### Clima
El clima es semiseco templado con lluvias en verano, con temperatura promedio de 16 °C. La precipitación media anual es de 600 ml, iniciando la temporada de lluvias en junio y terminando en septiembre.
| Parámetros climáticos promedio de Gustavo A. Madero (1951-2010) | Parámetros climáticos promedio de Gustavo A. Madero (1951-2010) | Parámetros climáticos promedio de Gustavo A. Madero (1951-2010) | Parámetros climáticos promedio de Gustavo A. Madero (1951-2010) | Parámetros climáticos promedio de Gustavo A. Madero (1951-2010) | Parámetros climáticos promedio de Gustavo A. Madero (1951-2010) | Parámetros climáticos promedio de Gustavo A. Madero (1951-2010) | Parámetros climáticos promedio de Gustavo A. Madero (1951-2010) | Parámetros climáticos promedio de Gustavo A. Madero (1951-2010) | Parámetros climáticos promedio de Gustavo A. Madero (1951-2010) | Parámetros climáticos promedio de Gustavo A. Madero (1951-2010) | Parámetros climáticos promedio de Gustavo A. Madero (1951-2010) | Parámetros climáticos promedio de Gustavo A. Madero (1951-2010) | Parámetros climáticos promedio de Gustavo A. Madero (1951-2010) |
| Mes                                                             | Ene.                                                            | Feb.                                                            | Mar.                                                            | Abr.                                                            | May.                                                            | Jun.                                                            | Jul.                                                            | Ago.                                                            | Sep.                                                            | Oct.                                                            | Nov.                                                            | Dic.                                                            | Anual                                                           |
| --------------------------------------------------------------- | --------------------------------------------------------------- | --------------------------------------------------------------- | --------------------------------------------------------------- | --------------------------------------------------------------- | --------------------------------------------------------------- | --------------------------------------------------------------- | --------------------------------------------------------------- | --------------------------------------------------------------- | --------------------------------------------------------------- | --------------------------------------------------------------- | --------------------------------------------------------------- | --------------------------------------------------------------- | --------------------------------------------------------------- |
| Temp. máx. abs. (°C)                                            | 24.6                                                            | 26.8                                                            | 29.5                                                            | 30.2                                                            | 29.6                                                            | 29.5                                                            | 27.7                                                            | 26.8                                                            | 26.3                                                            | 26.3                                                            | 24.0                                                            | 23.2                                                            | 24.0                                                            |
| Temp. máx. media (°C)                                           | 21.0                                                            | 23.0                                                            | 25.7                                                            | 26.5                                                            | 27.3                                                            | 25.6                                                            | 24.2                                                            | 24.4                                                            | 23.7                                                            | 23.1                                                            | 22.2                                                            | 21.2                                                            | 24.0                                                            |
| Temp. media (°C)                                                | 13.1                                                            | 14.7                                                            | 17.2                                                            | 18.5                                                            | 19.4                                                            | 18.6                                                            | 17.7                                                            | 17.7                                                            | 17.3                                                            | 16.4                                                            | 14.7                                                            | 13.5                                                            | 18.6                                                            |
| Temp. mín. media (°C)                                           | 5.1                                                             | 6.5                                                             | 8.8                                                             | 10.4                                                            | 11.6                                                            | 11.6                                                            | 11.3                                                            | 11.0                                                            | 10.9                                                            | 9.7                                                             | 7.2                                                             | 5.9                                                             | 9.2                                                             |
| Temp. mín. abs. (°C)                                            | -2.0                                                            | 1.0                                                             | 1.0                                                             | 1.0                                                             | 7.0                                                             | 5.5                                                             | 7.5                                                             | 8.0                                                             | 3.5                                                             | 4.0                                                             | -1.0                                                            | -4.0                                                            | -4.0                                                            |
| Precipitación total (mm)                                        | 47.4                                                            | 45.2                                                            | 52.9                                                            | 58.0                                                            | 175.7                                                           | 289.0                                                           | 256.0                                                           | 251.9                                                           | 169.3                                                           | 106.0                                                           | 36.8                                                            | 34.1                                                            | 621.2                                                           |
| Días de precipitaciones (≥ 0.1 mm)                              | 0.6                                                             | 0.9                                                             | 1.1                                                             | 3.9                                                             | 6.7                                                             | 11.5                                                            | 14.9                                                            | 12.9                                                            | 8.9                                                             | 4.7                                                             | 1.1                                                             | 0.8                                                             | 68.0                                                            |
| Fuente: Servicio Meteorológico Nacional (México)                |                                                                 |                                                                 |                                                                 |                                                                 |                                                                 |                                                                 |                                                                 |                                                                 |                                                                 |                                                                 |                                                                 |                                                                 |                                                                 |

## Demografía

### Dinámica poblacional

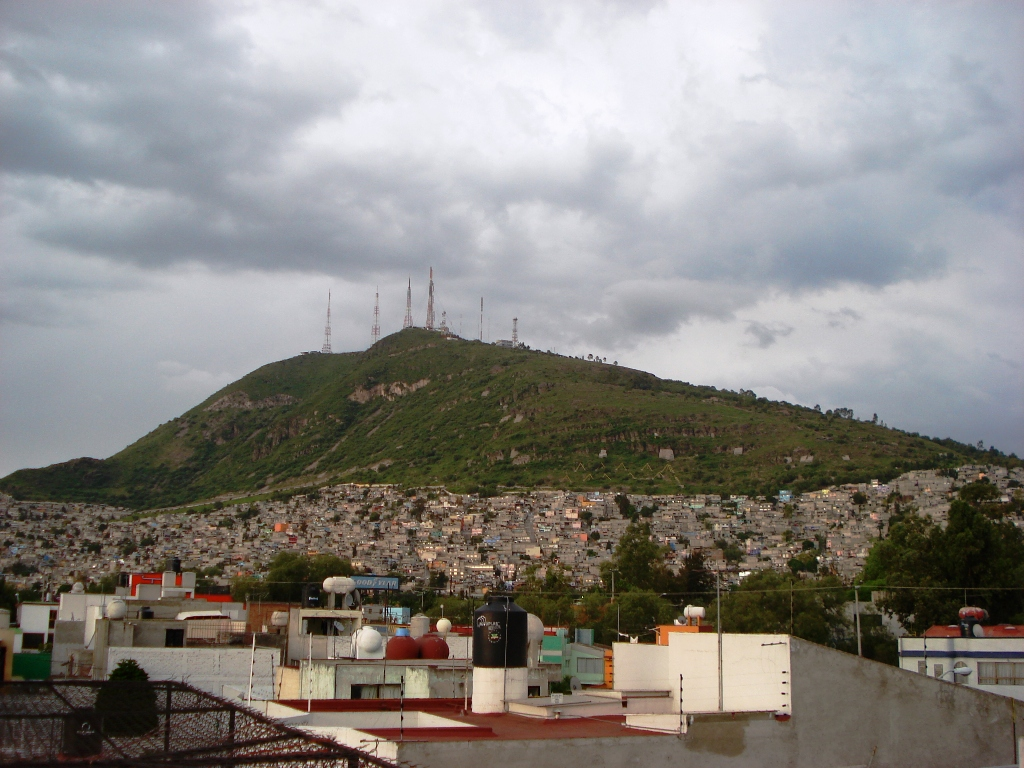
Cuautepec de Madero, una de las colonias populares de la alcaldía.

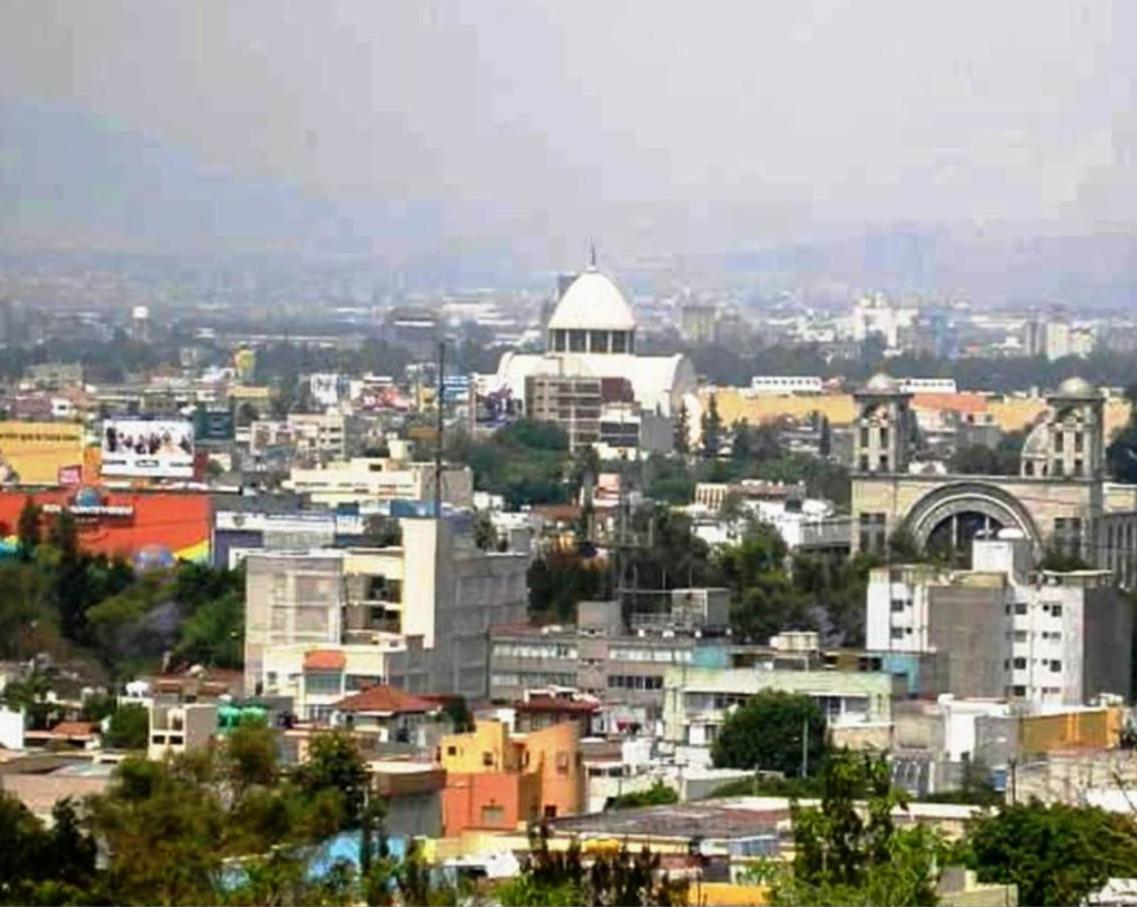
Vista de la colonia Lindavista, una de las colonias de clase media y media-alta de la alcaldía.

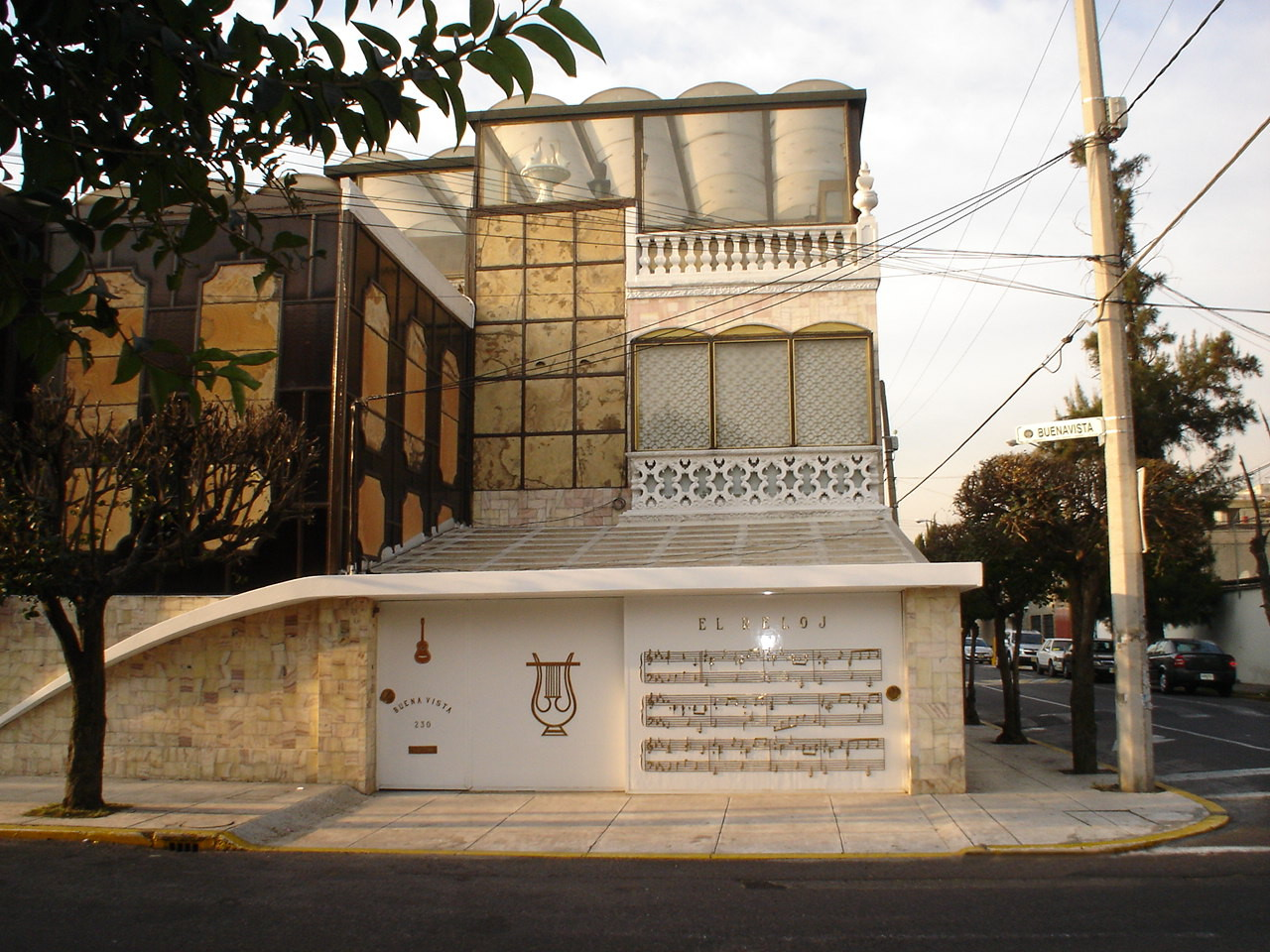
Casa del Reloj en Lindavista

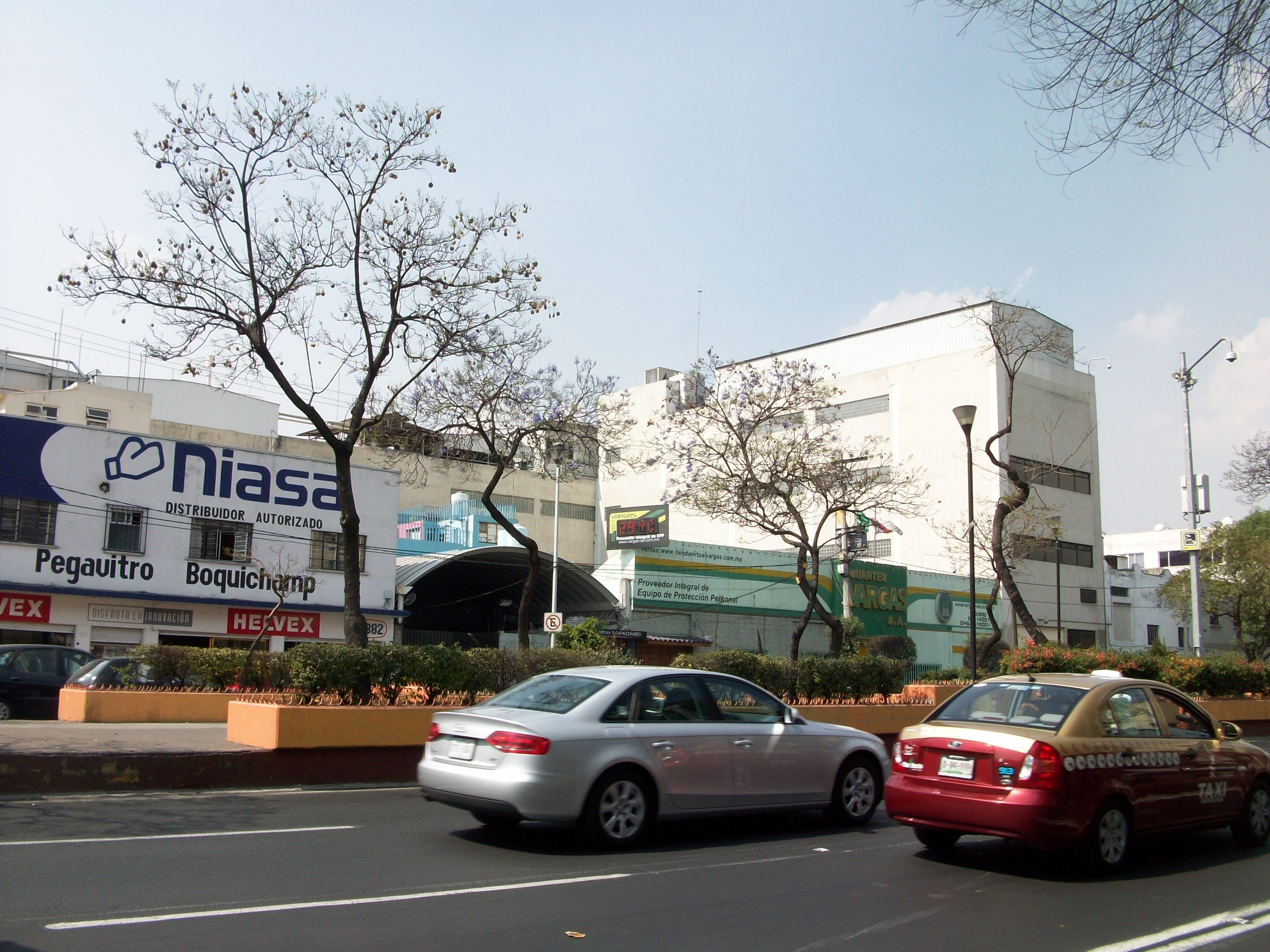
Colonia Industrial

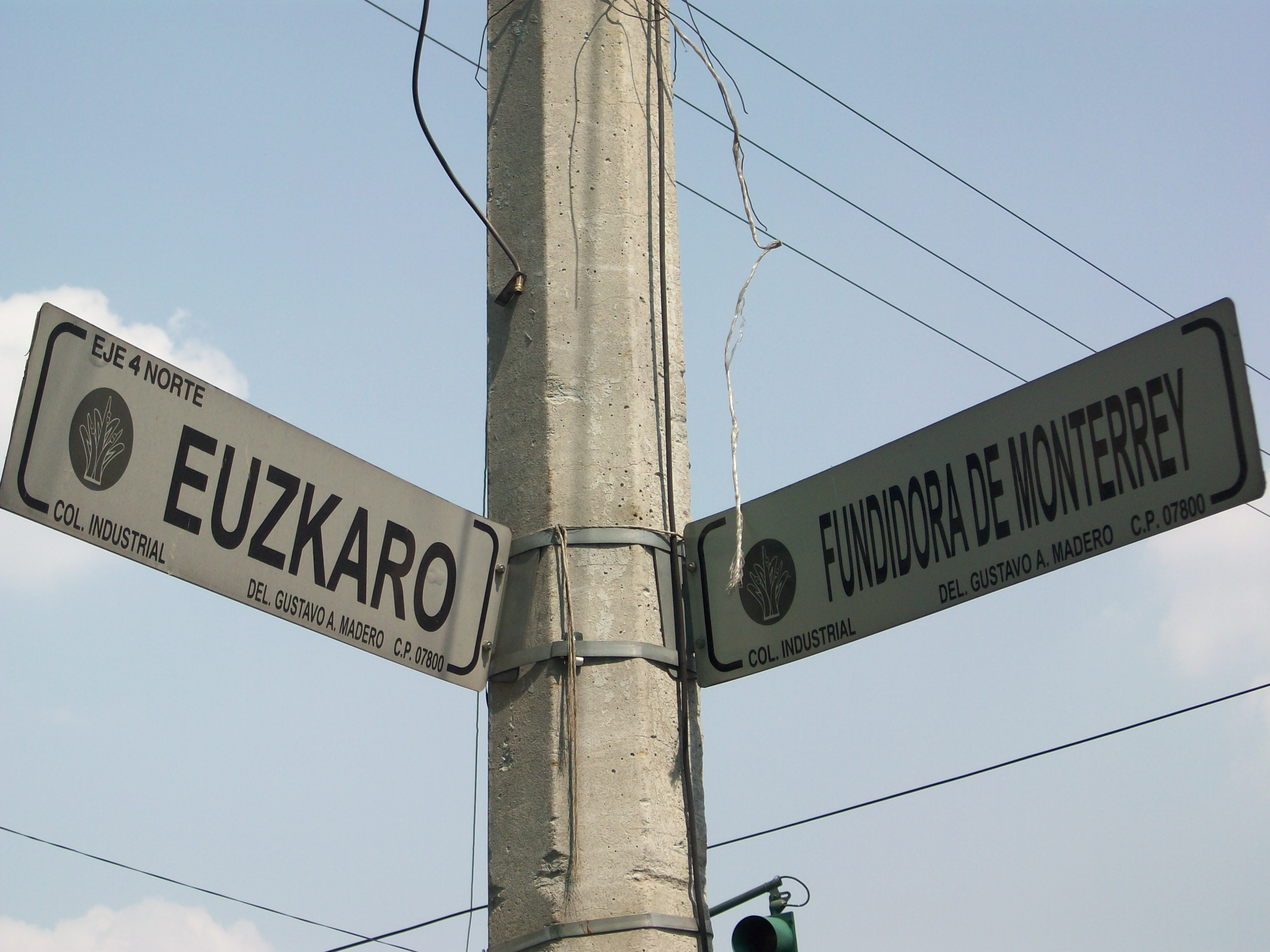
Señalamientos de calle en la colonia Industrial

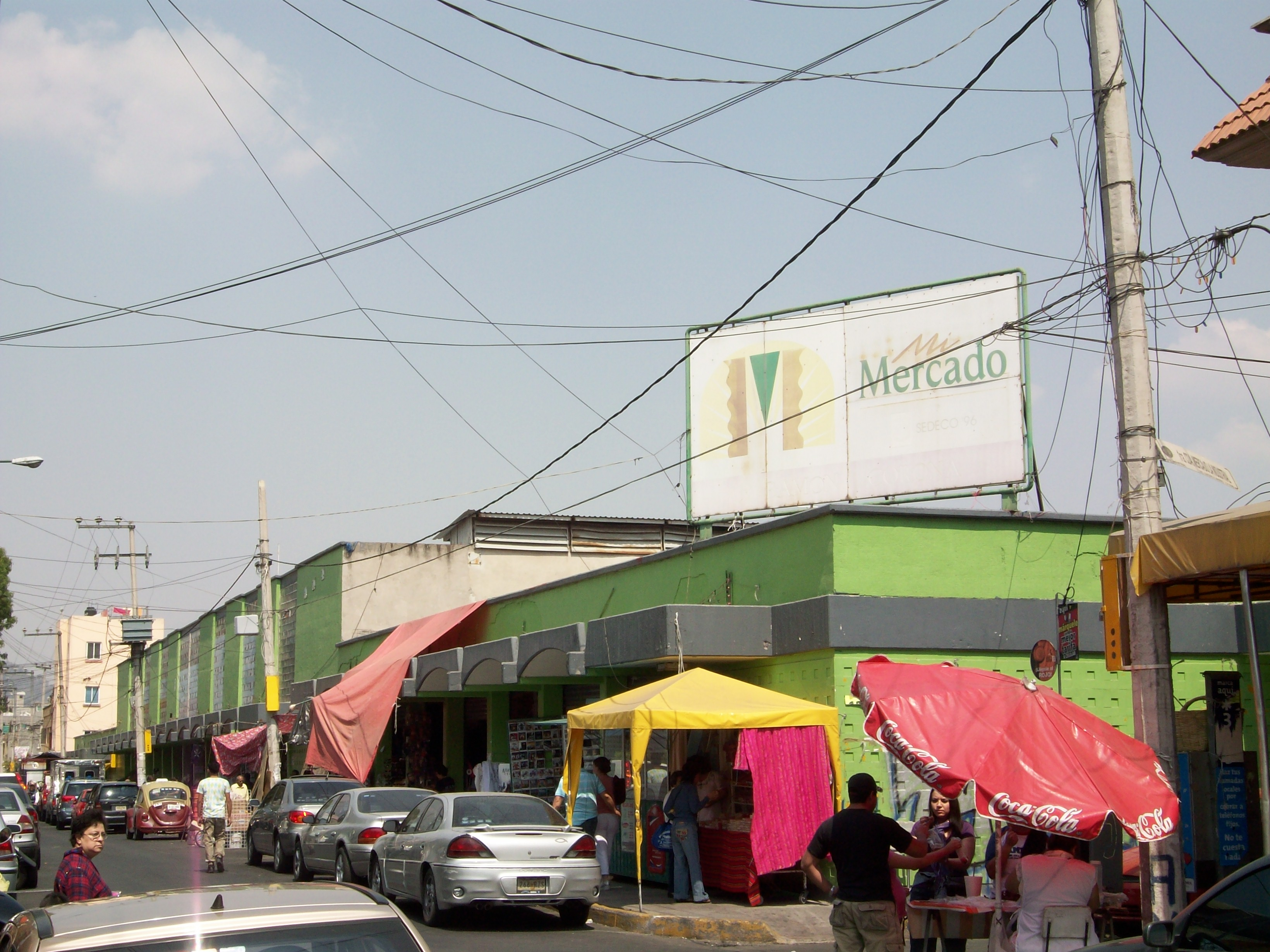
Mercado Ramón Corona

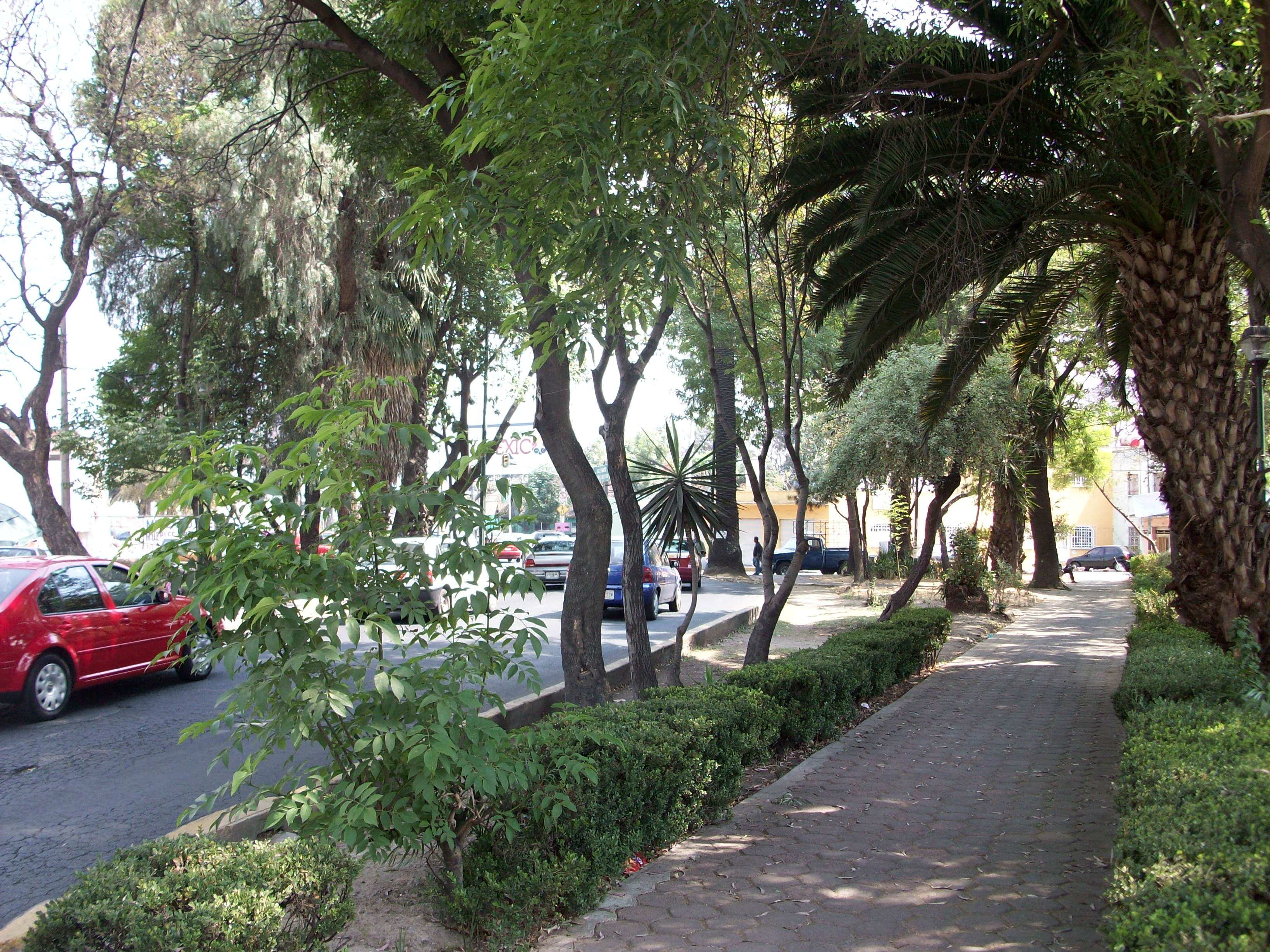
Parque de Guadalupe

Su población en 1995, según el INEGI, era de 1 256 913 habitantes, lo que la posicionaba como la segunda más poblada, luego de Iztapalapa. De este total 571,233 se asumían como hombres y 571,233 como mujeres. La densidad de población en suelo urbano de la alcaldía Gustavo A. Madero para el año 1995, asciende a 14 447 hab./km², situándose en el quinto lugar en Ciudad de México.
La distribución de la población según el lugar de nacimiento para el año 1995 indicaba que el 77.1 % de la población nació en la demarcación, mientras que el 21.8 % lo hacía en otra alcaldía, otra entidad federativa o en otro país; el 1.1 % restante corresponde a la población que no especificó su lugar de origen. En 1995, la población en Gustavo A. Madero fue de 1.256.913 habitantes (48.1% hombres y 51.9% mujeres). En comparación a 1995, la población en Gustavo A. Madero decreció.
| Año        | 1995      | 1990      | 1985      | 1980      |
| Habitantes | 1,256,913 | 1,235,542 | 1,193,161 | 1,185,772 |

### Localidades
| Tipo de localidad     | Nombre |
| --------------------- | --- |
| Barrio                | Candelaria Ticomán, Guadalupe Ticomán, La Laguna Ticomán, La Purísima Ticomán, San Juan y Guadalupe Ticomán, San Rafael Ticomán, San José de la Escalera, San José Ticomán |
| Campamento            | Lomas de San Juan Ixhuatepec 2.ª Sección |
| Colonia               | Acueducto de Guadalupe, Ahuehuetes, Ampliación Arboledas, Ampliación Benito Juárez, Ampliación Casas Alemán, Ampliación Castillo Grande, Ampliación Cocoyotes, Ampliación Chalma de Guadalupe, Ampliación Emiliano Zapata, Ampliación Gabriel Hernández, Ampliación Guadalupe Proletaria, Ampliación Malacates, Ampliación Mártires de Río Blanco, Ampliación Panamericana, Ampliación Progreso Nacional, Ampliación Providencia, Ampliación San Juan de Aragón, Aragón Inguarán, Arboledas, Belisario Domínguez, Benito Juárez, Bondojito, Campestre Aragón, Capultitlán, Castillo Chico, Castillo Grande, Chalma de Guadalupe, Churubusco Tepeyac, Cocoyotes, Compositores Mexicanos, Constitución de la República, CTM Aragón, CTM Atzacoalco, CTM El Risco, Cuautepec Barrio Alto, Cuchilla del Tesoro, Cuchilla la Joya, Defensores de la República, Del Bosque, Del Carmen, Del Obrero, Dinamita, DM Nacional, El Coyol, Emiliano Zapata, El Arbolillo, El Olivo, El Tepetatal, Estanzuela, Estrella, Ex Ejido San Juan de Aragón Sector 32, Ex Ejido San Juan de Aragón Sector 33, Ex Escuela de Tiro, Faja de Oro, Fernando Casas Alemán, Ferrocarrilera, Forestal, Forestal I, Forestal II, Gabriel Hernández, General Felipe Berriozabal, Gertrudis Sánchez 1.ª Sección, Gertrudis Sánchez 2.ª Sección, Gertrudis Sánchez 3.ª Sección, Graciano Sánchez, Granjas Modernas, Guadalupe Insurgentes, Guadalupe Proletaria, Guadalupe Tepeyac, Guadalupe Victoria, Guadalupe Victoria Cuautepec, Héroe de Nacozari, Héroes de Cerro Prieto, Héroes de Chapultepec, Indeco, Industrial, Jorge Negrete, Juan González Romero, Juventino Rosas, La Casilda, La Cruz, La Esmeralda, La Joya, La Joyita, La Lengüeta, La Malinche, La Pastora, La Pradera, Lindavista Norte, Lindavista Sur, Lindavista Vallejo I, Lindavista Vallejo II, Lindavista Vallejo III, Loma la Palma, Lomas de Cuautepec, Luis Donaldo Colosio, LI Legislatura, Malacates, Martín Carrera, Mártires de Río Blanco, Maximino Ávila Camacho, Montevideo, Narciso Bassols, Nueva Atzacoalco, Nueva Industrial Vallejo, Nueva Tenochtitlán, Nueva Vallejo, Palmatitla, Panamericana, Parque Metropolitano, Planetario Lindavista, Pradera 2.ª Sección, Prados de Cuautepec, Progreso Nacional, Providencia, Residencial Acueducto de Guadalupe, Residencial La Escalera, Residencial Zacatenco, Rosas del Tepeyac, Salvador Díaz Mirón, San Antonio, San Juan de Aragón 1.ª Sección, San Juan de Aragón 2.ª Sección, San Juan de Aragón 3.ª Sección, San Juan de Aragón 4.ª Sección, San Juan de Aragón 5.ª Sección, San Juan de Aragón 6.ª Sección, San Juan de Aragón 7.ª Sección, San Miguel, San Pedro el Chico, Santa Rosa, Siete Maravillas, Solidaridad Nacional, Tablas de San Agustín, Tepetates, Tepeyac Insurgentes, Tlacaélel, Tlacamaca, Tlalpexco, Torres Lindavista, Tres Estrellas, Triunfo de la República, Valle del Tepeyac, Valle de Madero, Vallejo, Vallejo Poniente, Vasco de Quiroga, Villa de Aragón, Villa Gustavo A. Madero, Villa Hermosa, Vista Hermosa, Zona Escolar, Zona Escolar Oriente, 6 de junio, 7 de noviembre, 15 de agosto, 25 de julio. |
| Conjunto Habitacional | Arroyo de Guadalupe, La Escalera, La Pradera 1.ª Sección, Residencial Oriente, Ticomán. |
| Fraccionamiento       | Guadalupe. |
| Pueblo                | Santiago Atzacoalco, San Juan de Aragón, Santa Isabel Tola, Cuautepec de Madero,Aragón La Villa,Magdalena de las Salinas, San Felipe de Jesús , San Pedro Zacatenco, Santa María Ticomán, Santiago Atepetlac y San Bartolo Atepehuacan, |
| Unidad Habitacional   | Acueducto de Ticomán 1044, Aragón Fovissste, Cien Metros, Eduardo Molina, El Coyol 2, U. H. Torres de Quiroga, El Milagro, El Arbolillo CTM, El Arbolillo II CROC, Escuadrón 201 Infonavit, Éxito Enseñanza y Triunfo, Frente Cuchilla del Tesoro, Fovissste, Hayde Solís C., U. H. Hornos de Aragón, Infonavit Loreto Fabela, José María Morelos y Pavón 1, José María Morelos y Pavón 2, Juan de Dios Bátiz, La Cuchilla, La Esmeralda 1.ª Sección, La Esmeralda 2.ª Sección, La Patera Vallejo, Lasalle, Matías Romero, México Ixapan, Módulo Social FOVISSSTE, PEMEX Lindavista, Revolución IMSS, SCT Vallejo, SUTIC Vallejo, Tablas de Santa Teresa, Tonaca Coutitlán, Zona Militar, U. H. Luis Enrique Rodríguez Orozco, U. H. Joyas de Vallejo (6 subconjuntos habitacionales). |

### Barrios y pueblos
- Ticomán. Ubicado al noroeste de la alcaldía, en las faldas de la sierra de Guadalupe, se divide en seis demarcaciones: Candelaria, Guadalupe, La Purísima, La Laguna, San Juan y Guadalupe y San Rafael. En este lugar se hallaron vestigios arqueológicos del Período preclásico mesoamericano, probablemente pertenecientes a la cultura otomí. Cerca de este lugar se encuentra el famoso Cerro del Chiquihuite. La avenida Ticomán, vialidad más importante de la zona, divide a los barrios de la colonia Lindavista, y desemboca en el paradero de la estación del metro Indios Verdes.
- Acueducto de Guadalupe. El nombre de esta colonia de clase media se debe, justamente, a que al poniente de ella están ubicados los restos de lo que fuera el acueducto de Guadalupe, mismo que fue construido en la época novohispana para transportar agua potable desde el río Tlalnepantla hasta la villa de Guadalupe. Hoy en día el acueducto ya no funciona, y perdura únicamente como monumento histórico y artístico, y es un punto de referencia de la zona y de su colonia homónima.
- Cuautepec de Madero. Se encuentra entre la Sierra de Guadalupe y el Cerro del Chiquihuite, en la punta norte de la Delegación Gustavo A. Madero, limita al norte con los municipio de Ecatepec y con el municipio de Tlalnepantla de Baz, del Estado de México. Zona dividida en 2 partes: Barrio Bajo y El Barrio Alto.

## Historia
El territorio que hoy ocupa la alcaldía Gustavo A. Madero fue tempranamente poblado, según evidencias del año 1000 a. C. en El Arbolillo, sitio que estuvo muy próximo al lago; se encontraron restos de una pequeña comunidad agrícola y enterramientos de huesos teñidos de rojo; esta característica perduró en la cultura de Zacatenco, pueblo primitivo que se asentó en la misma zona entre los años 100 a. C. y 100 de nuestra era; ahí se hallaron restos humanos pintados, muchas veces acompañados de ofrendas: cerámica, estatuillas y cabezas pequeñas de barro, herramientas de piedra, objetos de obsidiana y metales de origen olmeca. El pueblo de Ticomán tuvo auge hacia el siglo V, en un península formada por la entrada del cerro en el agua; era un pueblo con mayor avance cultural, el cual llegó a desarrollar excelentes técnicas agrícolas, como lo demuestran las tierras para sembrar en el cerro, labradas por ellos; en ese lugar se encontraron instrumentos para curtir pieles, cerámica artística, objetos marinos y piezas de jade y serpentina.
En el siglo XV los mexicas ya se habían apoderado del territorio del Tepeyac; fueron ellos quienes construyeron la calzada -conocida ahora como del Tepeyac- con funciones de dique, para retener las aguas dulces de cuantiosos ríos que desembocaban en la parte occidental del lago de Texcoco.

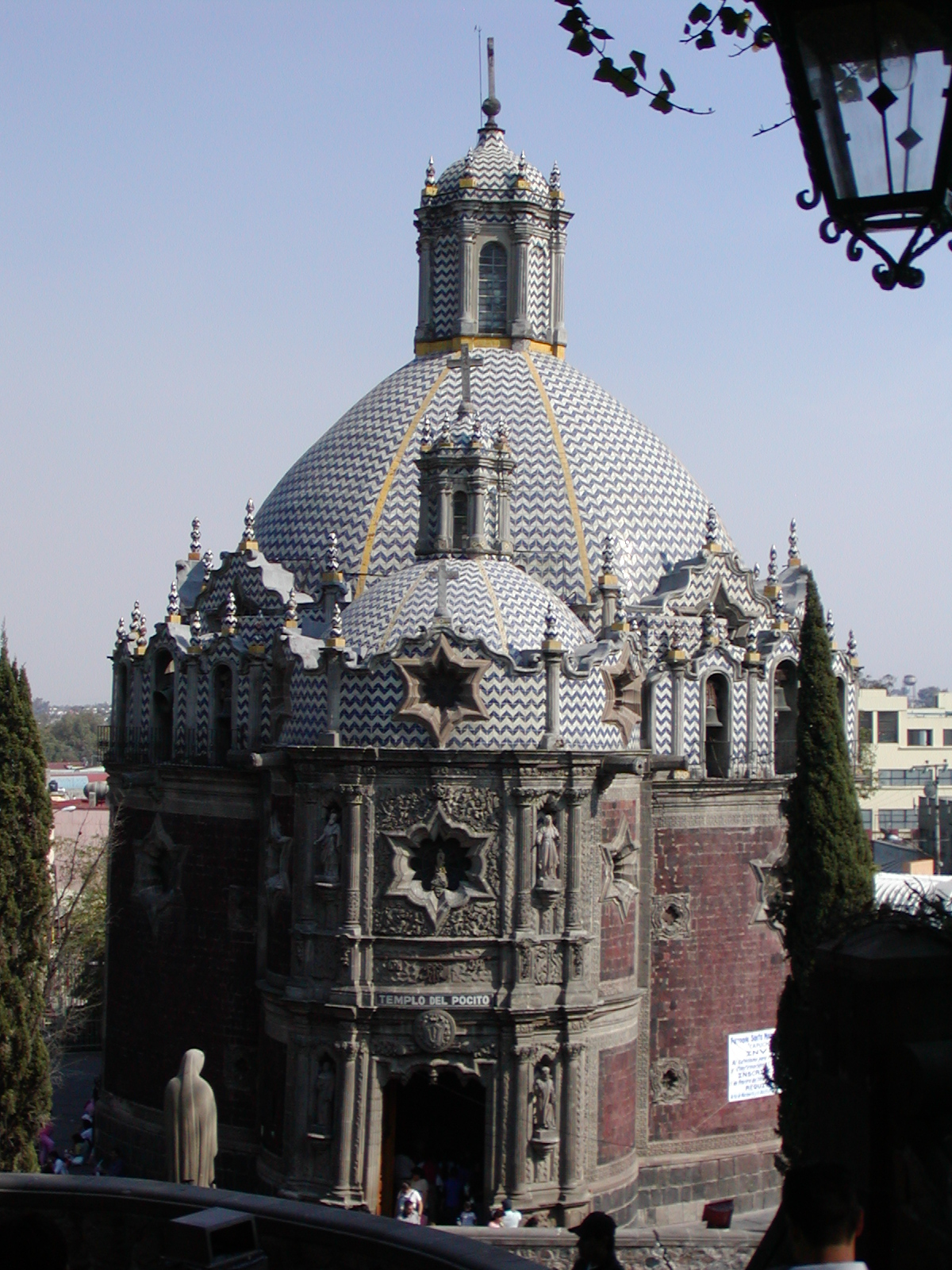
Templo del Pocito en el Santuario de Nuestra Señora de Guadalupe.

Debido a la ubicación en los márgenes del extinto Lago de Texcoco, en la actual demarcación los primeros asentamientos humanos se registran alrededor de 1500 a. C. en Zacatenco y posteriormente en la zona de Ticomán, con algunos asentamientos chichimecas, siendo estos en el Preclásico temprano y de las zonas ocupadas por el homo sapiens sapiens en la Cuenca de México. En el siglo XV los mexicas construyeron la calzada México-Tepeyacac (hoy Calzada de los Misterios), que comunicaba México-Tenochtitlan con el santuario de la diosa Tonantzin en el cerro del Tepeyacac. Este fue un sitio sagrado desde tiempos prehispánicos, en esta delegación se encuentra la Meca del Catolicismo en América: La Villa, a la que los antiguos mexicanos acudían desde entonces para venerar a Tonantzin. Según la Tira de la Peregrinación, en este punto los mexicas encendieron ritualmente el cuarto Fuego Nuevo.
En el periodo novohispano, el santuario de la Virgen de Guadalupe fue un importante asentamiento religioso con un culto principalmente español y al que acudían indígenas porque se encontraban vestigios esculpidos de la diosa Tonantzin (los cuales permanecieron hasta el siglo XIX). La ruta México-Veracruz tenía como sitio de entrada y salida y paso obligado la Villa de Guadalupe, en donde desde el periodo novohispano ya se encontraban asentadas casas y residencias de veraneo. Los viajeros y comerciantes que entraban y salían a la capital de la Nueva España tenían como punto obligado de parada el santuario de la Virgen de Guadalupe.
En 1828 se dio a la Villa de Guadalupe Hidalgo (nombre tradicional de la localidad) el título de ciudad. En 1848, en lo que actualmente es Gustavo A. Madero, se dio la firma del Tratado de Guadalupe-Hidalgo. En 1931 pasó a ser delegación del Distrito Federal con el nombre de Villa de Gustavo A. Madero, que en 1941 cambia a Delegación Gustavo A. Madero, y desde el 1 de octubre de 2018, luego de la Reforma política del Distrito Federal se llama Alcaldía Gustavo A. Madero.
Al inicio del siglo XX, Ciudad de México se modernizaba en servicios urbanos (la electrificación y el transporte local de pequeños autobuses); sin embargo, el comercio relacionado con las visitas a los centros ceremoniales persistía.
A principios de la década de los sesenta del siglo XX inicia el proyecto urbano Aragón-Peñón de los Baños, del que deriva la Unidad Habitacional San Juan de Aragón; y en las décadas subsecuentes, debido a la explosión demográfica, inicia su expansión hacia el norte y el oriente, contando actualmente con decenas de colonias populares que comparten los municipios de Ecatepec y Nezahualcóyotl.
En los años cuarenta del siglo XX, en terrenos de la Quinta Pirineos se construyó el fraccionamiento Lindavista.
En la época posterior a la revolución, cuando Plutarco Elías Calles fue presidente, se volvió a otorgar el título de villa a la localidad, junto con el nombre de Gustavo A. Madero. A partir de los cuarenta empezaron a instalarse grandes fábricas en los terrenos de la delegación.
El desarrollo industrial trajo aparejado el crecimiento de colonias populares, entre ellas la Bondojito, Defensores de la República, Gertrudis Sánchez, La Joya, Nueva Tenochtitlán, Mártires de Río Blanco, Industrial, Martín Carrera y San Juan de Aragón y residenciales como la Colonia Estrella (años treinta) y la Lindavista (años cuarenta).
A raíz de la aparición de Tonantzin en el Cerrito de Tepeaquilla se construyó la primera Ermita de la Virgen de Guadalupe, para el siglo XVII eran 5000 los habitantes del lugar y en ese tiempo se conocía como «la colonia del milagro». En este mismo siglo se construye la Calzada de los Misterios.
Durante el siglo XVIII, los indígenas de Santiago Tlatelolco rentaron sus tierras de San Juan al Sr. de Aragón de donde deriva su nombre. En este mismo siglo se construye el Acueducto de Guadalupe, y el 24 de junio de 1751 adquiere el nombre de Villa de Guadalupe; para este proyecto y creación del nuevo pueblo intervinieron el ingeniero Felipe Fermang y los arquitectos Marino Álvarez y Eduardo de Herrera, quienes determinaron derribar varias casas que obstruían la vista de la Iglesia informando que hacia el sur se podía extender la Villa.
En el siglo XIX es decretada Ciudad (1822). A partir de 1853 vuelve a ser municipalidad, que se denominó Guadalupe Hidalgo.
La instalación de la vía de ferrocarril México-Veracruz, que se tendió en el centro de la Cazada de los Misterios, afectó una parte de los 15 monumentos con que contaba. En esta misma área se erigió a principios del siglo XX la primera estación del ferrocarril, en Ciudad de México, misma en donde se prevé un uso de recreación o museo, ya que fue recientemente restaurada y rescatada como acervo del patrimonio arquitectónico construido.
La Nueva Basílica de Guadalupe, construida por el arquitecto Pedro Ramírez Vázquez, se terminó de erigir en 1976. Cabe señalar que a esta Basílica llega un promedio diario de 20 000 personas.

## Política
Es una alcaldía que desde 1998 hasta 2018 fue gobernada por el Partido Revolución Democrática (PRD). En las elecciones locales de 2015 este partido mantuvo una disputa con Movimiento de Regeneración Nacional (Morena), partido que gobernará hasta 2024.

### Cronología de delegados, jefes delegacionales y alcaldes
| Delegado (jefe delegacional)             | Periodo de gobierno | Partido político |
| ---------------------------------------- | ------------------- | ---------------- |
| Jesús Flores Palafox                     | 1997-1998           |                  |
| Jesús Zambrano Grijalva                  | 1998-1999           |                  |
| Víctor Quintana Silveyra                 | 1999-2000           |                  |
| Joel Ortega Cuevas                       | 2000-2003           |                  |
| Octavio Flores Millán                    | 2003-2004           |                  |
| Patricia Ruiz Anchondo                   | 2004-2006           |                  |
| Francisco Chíguil Figueroa               | 2006-2008           |                  |
| Luis Meneses Murillo                     | 2008-2009           |                  |
| Víctor Hugo Lobo Román                   | 2009-2012           |                  |
| Nora del Carmen Bárbara Arias Contreras  | 2012-2015           |                  |
| Víctor Hugo Lobo Román                   | 2015-2018           |                  |
| Francisco Chíguil Figueroa               | 2018-2024           |                  |
| Enrique Rodrigo Rojas Serafín (interino) | 2024-2024           |                  |
| Ricardo Janecarlo Lozano Reynoso         | 2024-2027           |                  |

Fuente: Gobiernos estatales y locales, Consejos e institutos Estatales Electorales. INAFED. Enciclopedia de los Municipios y Delegaciones de México.

### Seguridad pública
Esta alcaldía sufre una alta incidencia de delitos de robos a transeúntes y de vehículos. Según el sitio web de INEGI la estadística de 2013 a 2014, los robos a instituciones bancarias aumentaron un 100% los robos a negocios incrementaron un 30% y a vehículos un 3%.

## Festividades
La festividad más importante es la que se celebra cada 12 de diciembre, en honor a las apariciones marianas de la virgen de Guadalupe. La demarcación recibe millones de visitantes procedentes de todo el país, que arriban en peregrinaciones desde dos o tres días antes.
Otra gran festividad es la realizada cada año por los habitantes del Pueblo San Juan de Aragón, donde recrean la famosa batalla en la que el general Ignacio Zaragoza venció al ejército francés el 5 de mayo de 1862.

## Infraestructura

### Educativa
La delegación Gustavo A. Madero cuenta con una amplia variedad de bachilleratos públicos y privados. El ingreso a la preparatoria pública en esta delegación se hace a través del ECOEMS desde el 2025.
UNRC
• Universidad Nacional Rosario Castellanos Plantel Gustavo A. Madero.
• Universidad Nacional Rosario Castellanos Plantel Oceanía (antes Pilares).
UNAM
- Escuela Nacional Preparatoria 9 «Pedro de Alba» de la UNAM
- Escuela Nacional Preparatoria 3 «Justo Sierra» de la UNAM
- Colegio de Ciencias y Humanidades, Plantel Vallejo de la UNAM

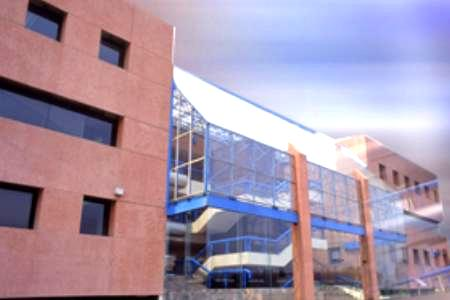
IPN

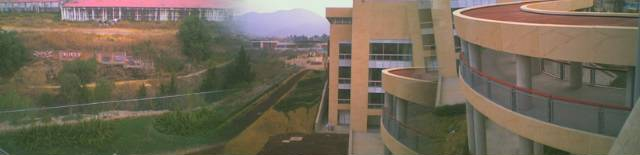
Campus de la UACM en Cuautepec

- Unidad Profesional Adolfo López Mateos del Instituto Politécnico Nacional, Unidades Zacatenco y Ticomán.
- Centro de Estudios Científicos y Tecnológicos N.º 1 «Lic. Gonzalo Vázquez Vela» del Instituto Politécnico Nacional.
- Centro de Estudios Científicos y Tecnológicos N.º 10 «Carlos Vallejo Márquez» del Instituto Politécnico Nacional.
- Centro de Estudios Tecnológicos N.º 1 «Ing. Walter Cross Buchanan» del Instituto Politécnico Nacional.
- Centro de Investigación y de Estudios Avanzados del Instituto Politécnico Nacional (Cinvestav-IPN).
- Escuela Superior de Cómputo del Instituto Politécnico Nacional (ESCOM).

IEMS
- Preparatoria «Belisario Domínguez» Gustavo A. Madero 1 (SBGDF)
- Preparatoria «Salvador Allende» Gustavo A. Madero 2 (SBGDF)
- preparatoria «Elena Poniatowska» Gustavo A. Madero 3  (SBGDF)
- Cedex Emilio Bravo
- Cedex Nepal
- Centro de Atención para Estudiantes con Discapacidad Modalidad No Escolarizado

UACM
- Universidad Autónoma de la Ciudad de México, campus Cuautepec

TECNM
- Instituto Tecnológico de Gustavo A. Madero I y II

Cetis
- Cetis N.º 7
- Cetis N.º 30
- Cetis N.º 45
- Cetis N.º 54
- Cetis N.º 55
- Cetis N.º 56
- Cetis N.º 166

Colegio de Bachilleres
- Colegio de Bachilleres 2 Cien Metros «Elisa Acuña Rossetti»
- Colegio de Bachilleres 11 Nueva Atzacoalco
- Colegio de Bachilleres 9 Aragón

CONALEP
- Conalep GAM I
- Conalep GAM II
- Conalep Aragón

Instituciones privadas
- Universidad ICEL, campus La Villa
- Centro Universitario Trilingüe, Plantel La Villa / Gustavo a Madero
- Universidad Insurgentes, Plantel Norte
- Centro de Estudios Culturales Justo Sierra
- Escuela Secundaria y Preparatoria Justo Sierra
- Colegio Makarenko
- Colegio del Tepeyac
- Universidad del Tepeyac
- Colegio Perla S Buck
- Instituto Amado Nervo
- Instituto Oscar González Blakaller
- Plantel Azteca
- Bachillerato Fundación Azteca
- Colegio Francés Hidalgo
- Colegio Guadalupe

### Bibliotecas
- Biblioteca Nacional de Ciencia y Tecnología Víctor Bravo Ahuja (BNCT).- Av. Instituto Politécnico Nacional s/n esquina Av. Wilfrido Massieu
- Biblioteca Pública Cuchilla del Tesoro.- Av. Del Parque s/n Col. Cuchilla Del Tesoro
- Biblioteca Pública la Pradera.- Pico De Orizaba n.º 152, Col. Pradera
- Biblioteca Pública Profesor Narciso Bassols.- Av. 604 s/n Entre Av. 669 Col. U. H. Narciso Bassols
- Biblioteca Pública Romero López Velarde.- Río de Guadalupe y Norte n.º 84 Col. San Pedro el Chico
- Biblioteca Pública Fray Pedro de Gante.- Calzada de Guadalupe n.º 717 Col. Villa de Aragón
- Biblioteca Pública José López Portillo.- Parque Marìa Luisa, Col. Industrial
- Biblioteca Pública San Pedro Zacatenco.- Av. Acueducto n.º 625 Col. San Pedro Zacatenco
- Biblioteca Pública Progreso Nacional.- Calle 15 y Monte Alto Col. Progreso Nacional
- Casa de la Cultura Juventino Rosas, Biblioteca, Consultorio Mèdico.- Plan de San Luis n.º 50 Col. Residencial Escalera
- Ludoteca y Biblioteca Lázaro Cardenas.- Calle 20 s/n Esq. Eje Central Col. Progreso Nacional
- Biblioteca Pública Chalma de Guadalupe.- Aguascalientes s/n Col. Chalma de Guadalupe
- Biblioteca Pública Juventino Rosas.- Apango Esq. Tercera Cerrada de Apango Col. Felipe Berriozábal
- Biblioteca Privada Nacional Colegio Makarenjo.- Calzada de Misterios y esquina Euskaro Colonia Industrial
- Biblioteca Privada Universidad Justo Sierra, campus 100 Metros, Eje Central Lázaro Cárdenas n.º 1150 Col. Nueva Industrial Vallejo
- Biblioteca Privada secundaria, prepararoria y universidad Justo Sierra, Campus Acueducto. Av. Acueducto n.º 914 Col. Laguna Ticomán, C. P. 07340
- Biblioteca Privada Universidad Justo Sierra Medicina.- Candelaria Ticoman, 07310
- Biblioteca de la Universidad Autónoma de la Ciudad de México, campus Cuautepec

### Transporte

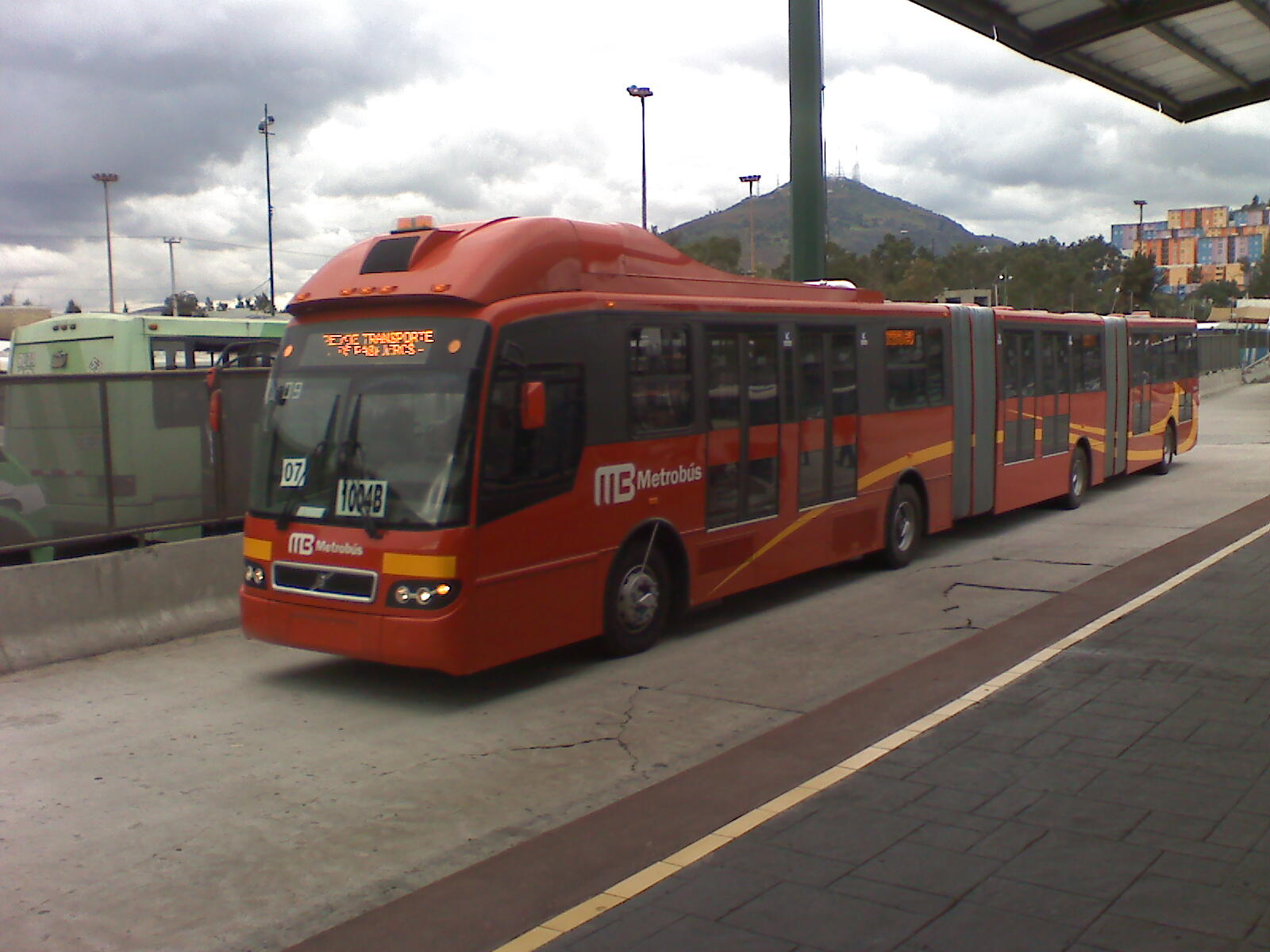
Metrobús en la Estación 1 de Indios Verdes.

Metro en la demarcación
1
| Estación               | Línea |
| ---------------------- | ----- |
| Indios Verdes          |       |
| Deportivo 18 de Marzo  |       |
| Potrero                |       |
| La Raza                |       |
| Martín Carrera         |       |
| Talismán               |       |
| Bondojito              |       |
| Consulado              |       |
| Politécnico            |       |
| Instituto del Petróleo |       |
| Autobuses del Norte    |       |
| Misterios              |       |
| Valle Gómez            |       |
| Eduardo Molina         |       |
| Aragón                 |       |
| Oceanía                |       |
| La Villa-Basílica      |       |
| Lindavista             |       |
| Deportivo Oceanía      |       |
| Bosque de Aragón       |       |
| Villa de Aragón        |       |

- - Metrobús en la demarcación

- Indios Verdes,
- Deportivo 18 de Marzo,
- Euzkaro,
- Potrero,
- La Raza,
- Tenayuca,
- San José de la Escalera,
- Progreso Nacional,
- Tres Anegas,
- Júpiter,
- La Patera,
- Poniente 146,
- Montevideo,
- Poniente 134,
- Poniente 128,
- Magdalena de las Salinas,
- Coltongo,
- Cuitláhuac,
- Héroe de Nacozari,.
- Hospital La Raza,
- La Raza,
- Río de los Remedios,
- 314- Memorial New's Divine,
- 5 de Mayo,
- Vasco de Quiroga,
- El Coyol,
- Preparatoria 3,
- San Juan de Aragón,
- Río de Guadalupe,
- Talismán,
- Victoria,
- Oriente 101,
- Río Santa Coleta,
- Consulado,
- Lindavista-Vallejo,
- Instituto del Petróleo,
- San Bartolo,
- Instituto Politécnico Nacional,
- Riobamba,
- La Villa,
- De los Misterios,
- Hospital Infantil La Villa,.
- Delegación Gustavo A. Madero,
- Martín Carrera,
- Hospital General La Villa,
- Gran Canal,
- Casas Alemán,.
- Pueblo San Juan de Aragón,
- Loreto Fabela,.
- 484,
- 414,
- 416 Poniente,
- 416 Oriente,
- Deportivo los Galeana,
- Ampliación Providencia,
- Volcán de Fuego,
- La Pradera,
- Colegio de Bachilleres 9,
- Francisco Morazán,
- Villa de Aragón,
- Garrido,
- Avenida Talismán,
- Necaxa,
- Excélsior,
- Robles Domínguez,
- Clave,
- Misterios,

- - Trolebus en la demarcación

Hay cuatro líneas de trolebús que dan servicio a esta alcaldía:
- - Línea 1: Corredor Cero Emisiones-Eje Central
  - Línea 4: Metro Boulevard Puerto Aéreo - Metro El Rosario
  - Línea 5: San Felipe de Jesús - Metro Hidalgo
  - Línea 8: Circuito Politécnico

- - Transporte foráneo

Dentro de su territorio se ubica la Terminal Central de Autobuses del Norte, segunda estación por tamaño, aunque primera por número de líneas y pasajeros transportados. Desde aquí se puede abordar transporte a casi cualquier destino del país, pues operan dentro de ella las principales líneas de autotransporte de pasajeros.

## Sitios de interés

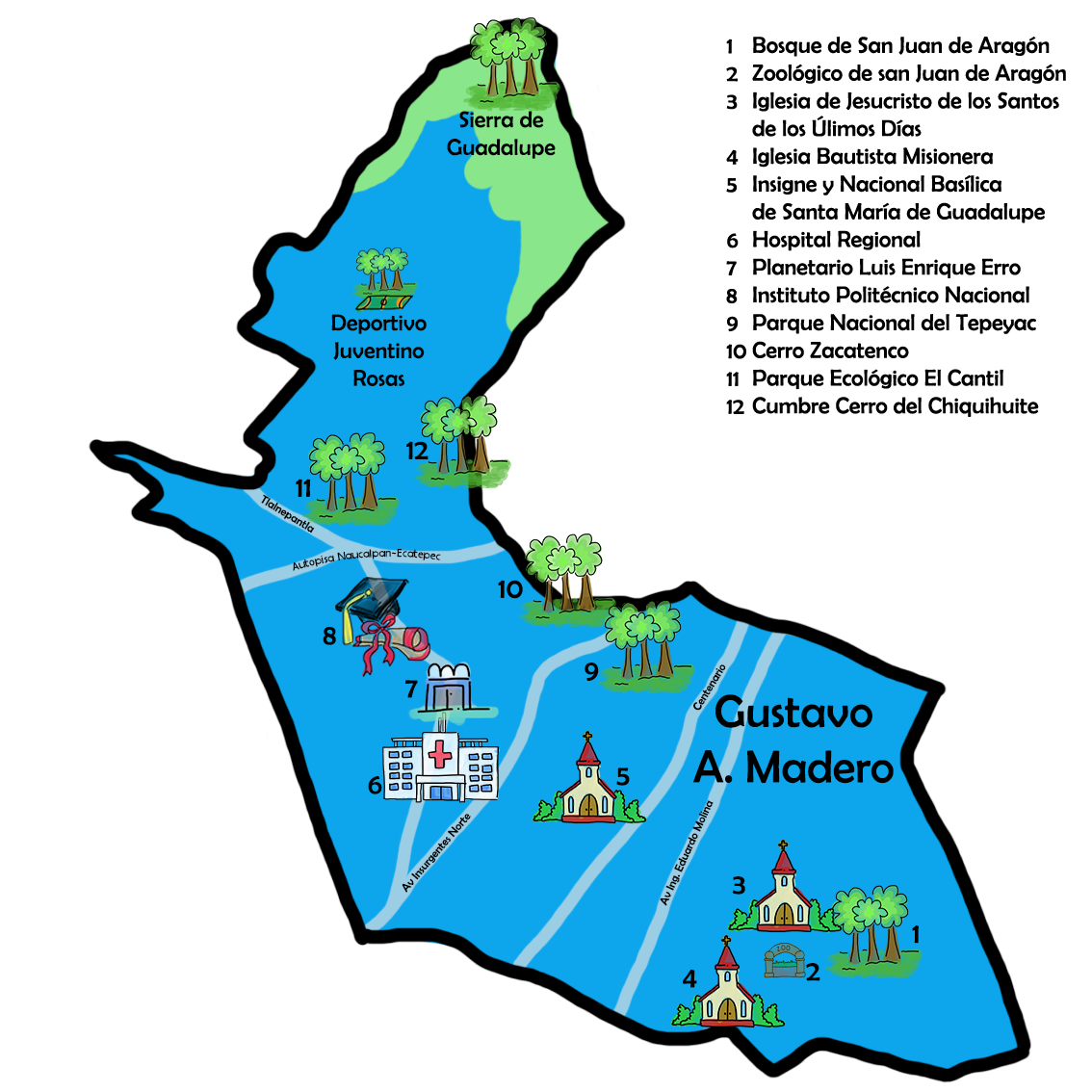
Mapa de los lugares turísticos más representativos de la alcaldía Gustavo A. Madero

### Religioso

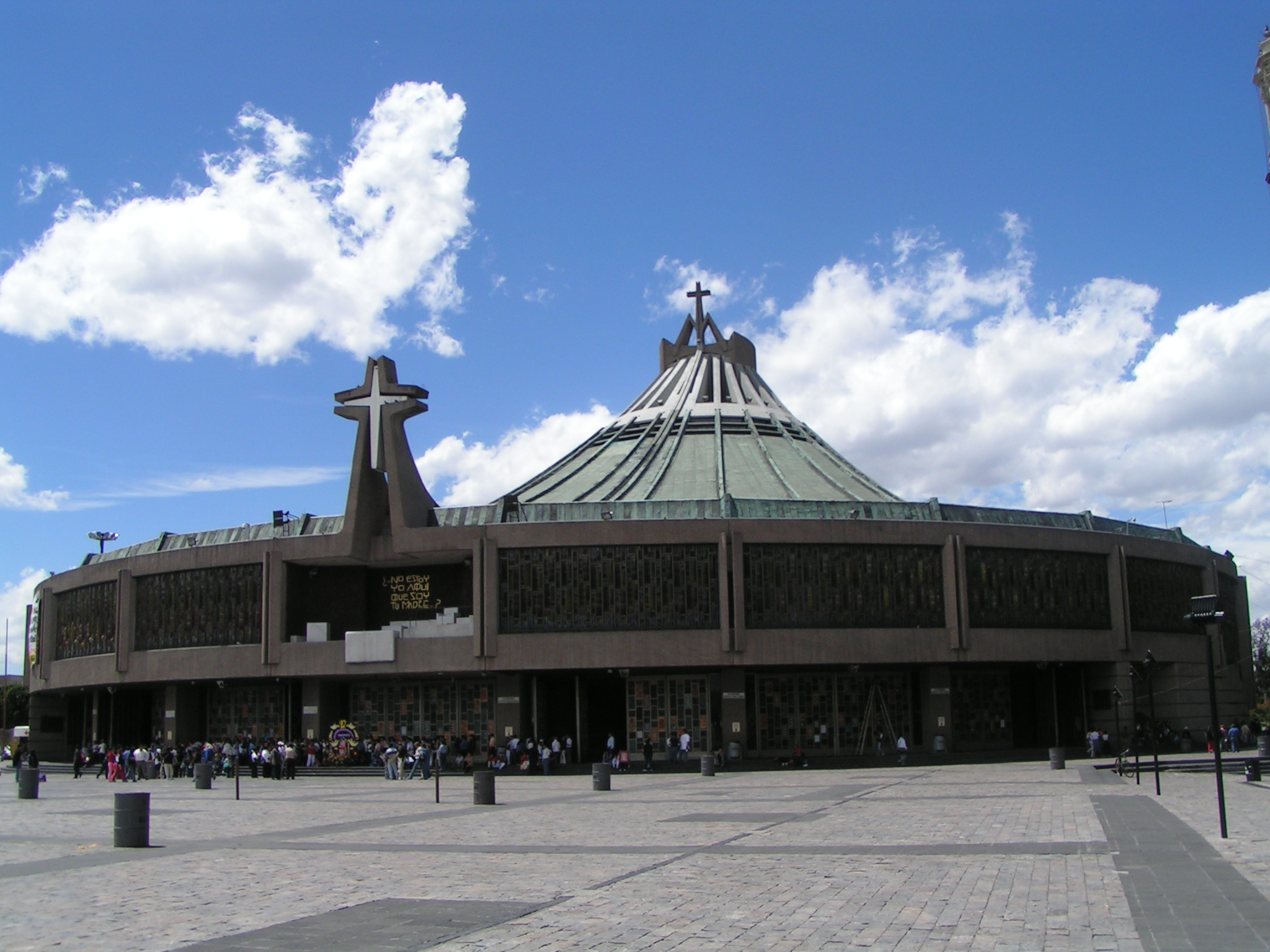
Basílica de Guadalupe.

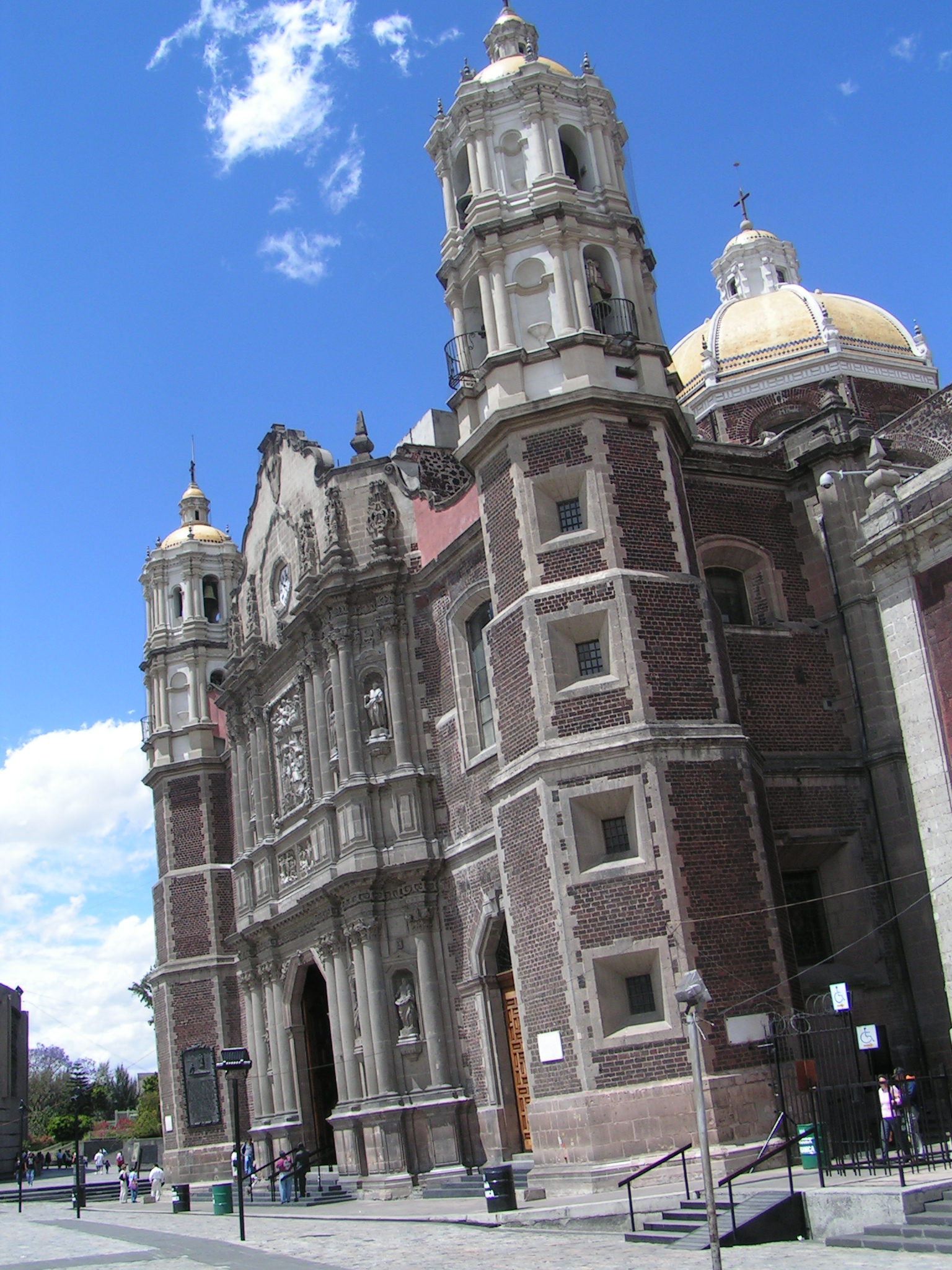
Antigua Basílica de Guadalupe.

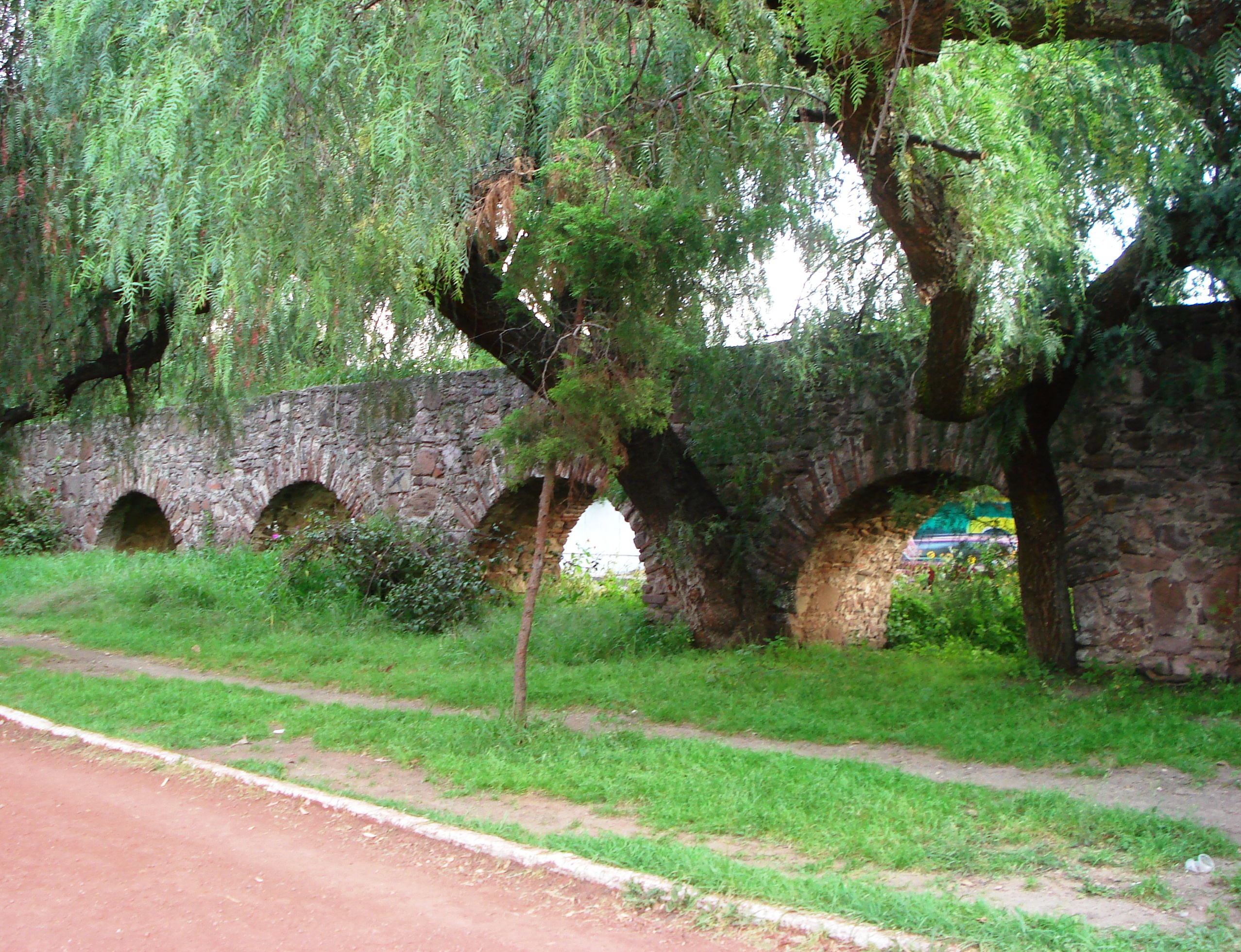
Acueducto de Guadalupe.

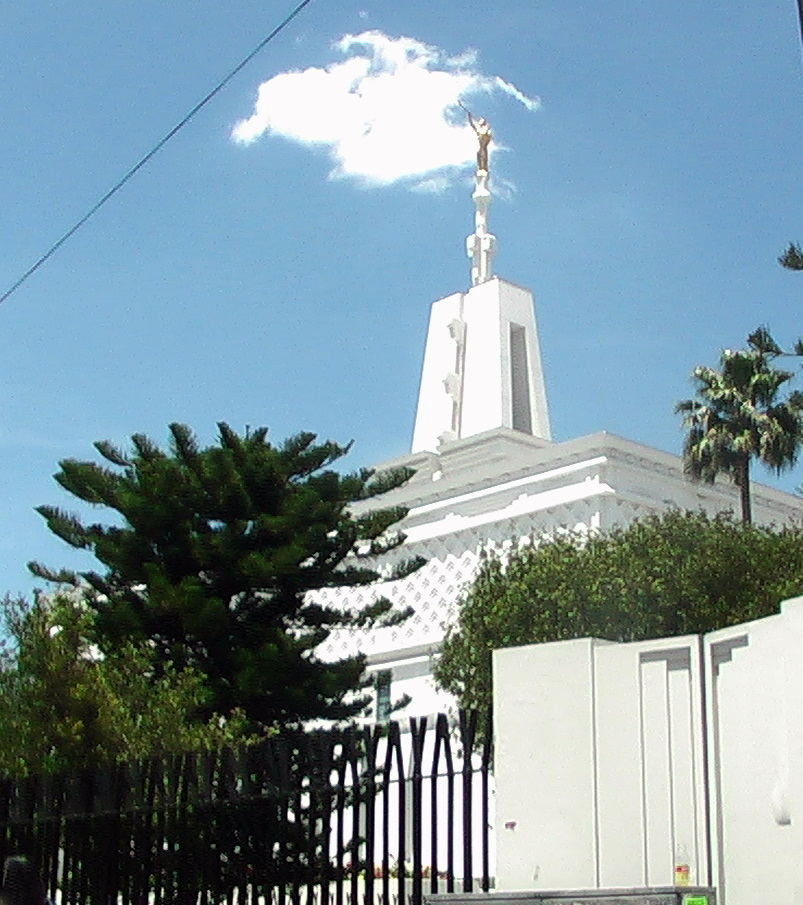
Templo de Ciudad de México (Mormón)

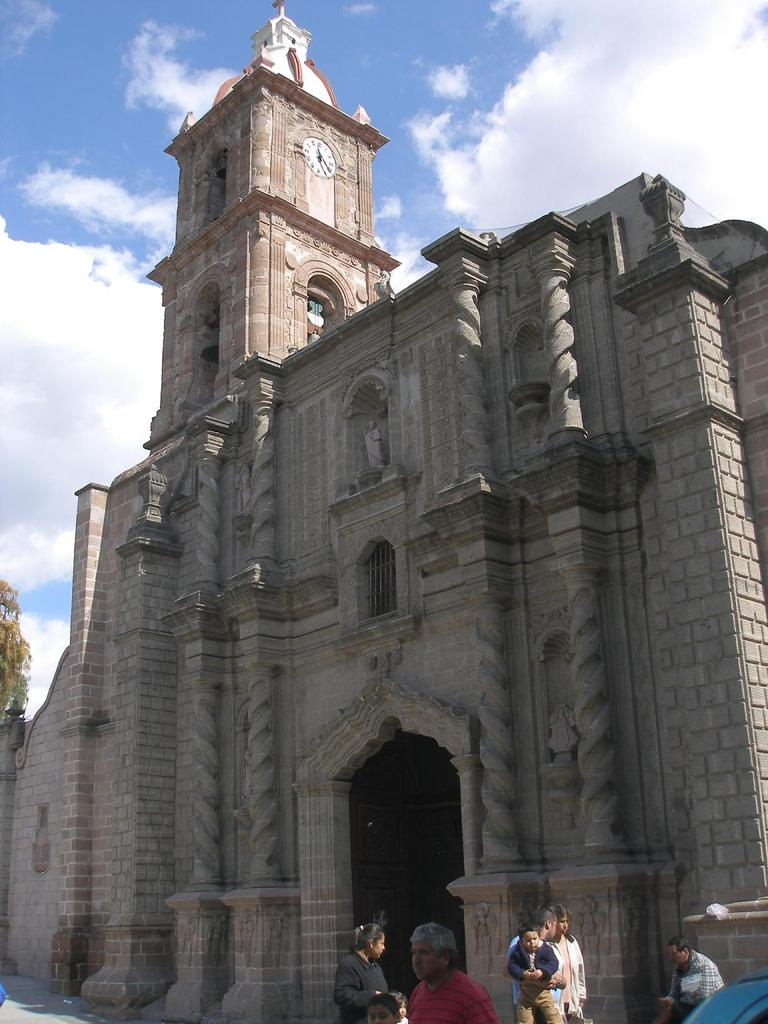
Parroquia de la Preciosa Sangre de Cristo

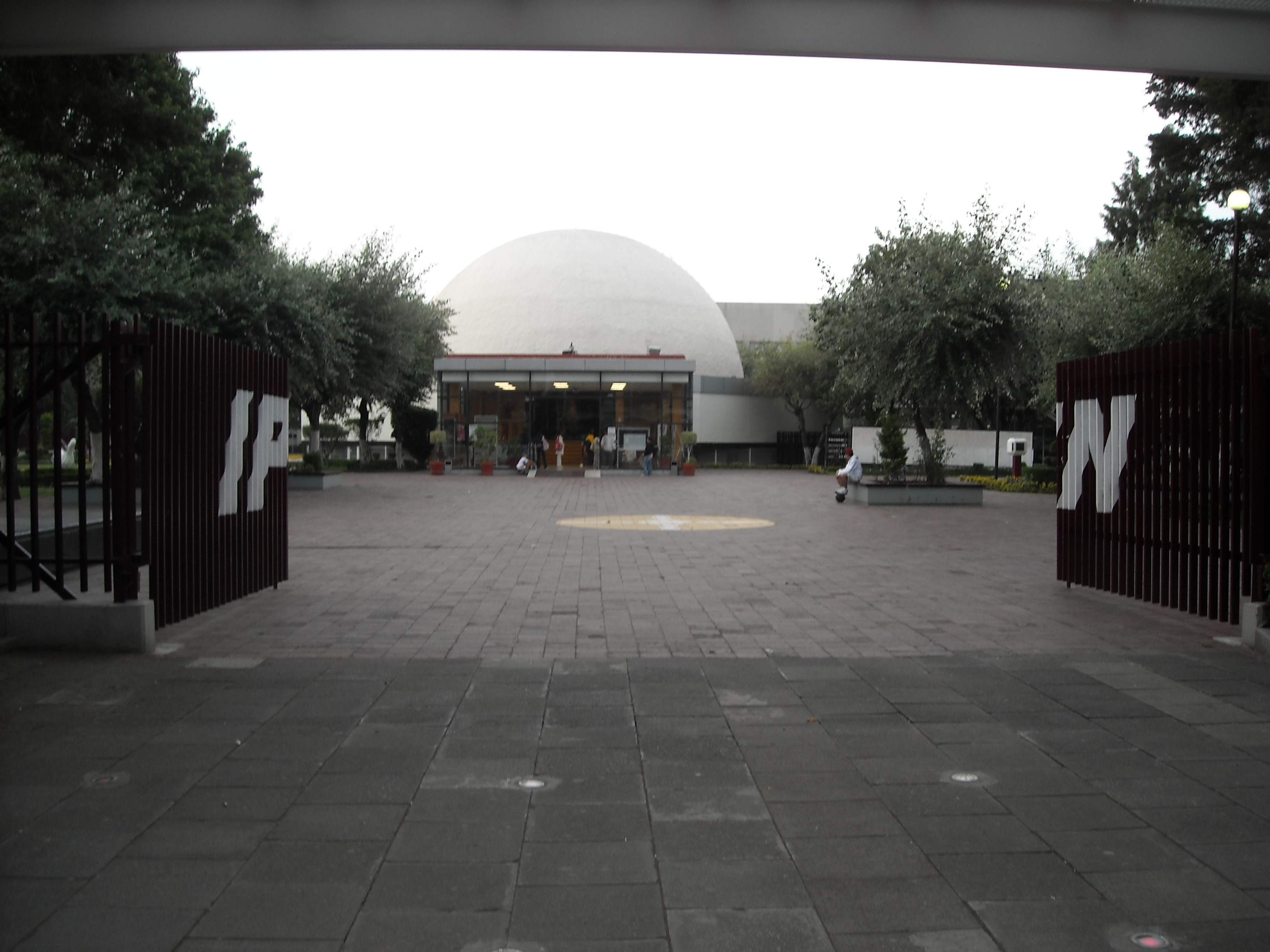
Planetario Luis Enrique Erro

- Santuario de Nuestra Señora de Guadalupe, conjunto que incluye la Basílica de Guadalupe, Templo del Pocito, Cerro del Tepeyac, el Panteón del Tepeyac y la Plaza de las Américas.
- Cuautepec (Distrito Federal) Parroquia de la Preciosa Sangre de Cristo, con 230 años de antigüedad.
- Parroquia de San Cayetano, (ubicada en la colonia Lindavista).
- Templo de la Iglesia La Luz del Mundo (Insurgentes y Eje Central, Col. Vallejo).
- Parroquia Sagrado Corazón de Jesús (ubicada en la colonia Progreso nacional).
- Parroquia Santiago Apóstol Atepetlác (ubicada en el barrio de Santiago Atepetlac).
- Parroquia La Resurrección del Señor (ubicada en la 2.ª sección de San Juan de Aragón).
- Parroquia María Madre de Jesús (ubicada en la 2.ª sección de Aragón).
- Parroquia de San Felipe de Jesús (Ubicada en la colonia San Felipe de Jesús).
- Templo de la Ciudad de México de la Iglesia de Jesucristo de los Santos de los Últimos Días (Mormones) Av 510 San Juan de Aragón.
- Parroquia de la Divina Providencia (ubicada en la colonia Providencia).
- Parroquia de Nuestra Señora del Perpetuo Socorro (ubicada en la colonia Río Blanco).
- Parroquia de Nuestra Señora de la Merced(ubicada en la colonia Héroes de Cerro Prieto.

### Recreativo y deportivo
- Deportivo 18 de marzo: ubicado en la Av. Insurgentes y Ricarte, Col. Tepeyac Insurgentes. En este deportivo se realizan actividades tanto deportivas como culturales, destacando entre sus instalaciones la cancha de Fútbol Soccer con gradas y la alberca de medidas olímpicas, techada y con trampolines para clavados. También cuenta con dos salones de fiestas para eventos sociales.
- Parque deportivo Miguel Alemán: ubicado en la Col. Lindavista, la entrada principal esta sobre Av. Lindavista y calle Cuzco.
- Deportivo Francisco Zarco, se encuentra al norte con Av. 503, al sur con Gran Canal, Av. Talismán y Oriente 101 en la Colonia San Juan de Aragón 1era Secc. En este deportivo se realizan diversas actividades deportivas ya que cuenta con 5 campos de fútbol soccer con gradas, dos pistas de atletismo, 6 canchas de Básquet bol, una campo de Béisbol, un mini campo para fútbol americano, gimnasio para práctica de box, vestidores y regaderas.
- Deportivo Hermanos Galeana: ubicado en Av. José Loreto Fabela s/n Col. San Juan de Aragón 7.ª sección. En esta unidad deportiva se practica fútbol, básquetbol, aeróbicos, atletismo, fútbol rápido, fútbol americano y natación. Cuenta con 20 campos de fútbol, 4 canchas de fútbol rápido, estadio de atletismo, estadio de béisbol, 2 campos de béisbol, 8 canchas de voleibol, 16 canchas de básquetbol, 4 canchas de tenis, alberca olímpica y gimnasio, lugar público. También aquí se instalan periódicamente circos, la Expo de Piel y Calzado de León Guanajuato y diversas ferias.
- Unidad Deportiva Morelos de la Clínica 23, se encuentra localizada en la Calzada San Juan De Aragón No. 311 Col. San Pedro El Chico C.P. 07480, Gustavo A. Madero, CDMX. Dentro de la Clínica del Instituto Mexicano del Seguro Social. En ella se encuentra una gran diversidad de actividades para niños, jóvenes y adultos en instalaciones muy completas a precios accesibles.
- Zoológico de San Juan de Aragón: Av. Loreto Fabela s/n Col. San Juan de Aragón, donde podemos encontrar las especies de animales mexicanos en peligro de extinción, además de animales provenientes de los 5 continentes.
- Ciudad Deportiva Carmen Serdán: ubicado en Av. Estado de México Col. Chalma De Guadalupe a espaldas del Reclusorio Norte.
- Parque Ecológico El Cantil.
- Parque Copos de Nieve, ubicado en las faldas de la Sierra de Guadalupe.
- Parque del Mestizaje junto al Acueducto de Guadalupe. Dentro del parque se encuentra el monumento a los Indios Verdes.
- Plaza Adalberto Martínez Resortes, ubicada frente al Mercado Río Blanco.
- Bosque de San Juan de Aragón, el cual es uno de los pulmones más importantes de Ciudad de México, idóneo para caminar y hacer ejercicio, corriendo o en bicicleta. Cuenta con un balneario y un lugar de convivencia infantil. Dentro de su amplia zona boscosa se encuentra pequeñas palapas en donde se puede disfrutar de las celebraciones familiares en espacio abierto, un lugar fresco para romper con la rutina diaria y convivir con toda la familia.
- Parque recreativo Margarita Maza de Juárez. (ubicado en 100 metros).
- Parque Reacreativo Huitlacoche (Avenida de los Remedios).
- Unidad Deportiva Morelos Clínica 23 (Av.San Juan de Aragón - Eje 5 Norte Esq Av. Ing. Eduardo Molina - Eje 3 Oriente).
- Deportivo Oceanía (Está ubicado en avenida Oceanía 602, esquina Tahel, colonia Pensador Mexicano, delegación Venustiano Carranza).

### Formación artística
- Escuela de Iniciación Artística n.º 3 INBA (Huitzilihuitl n.º 30, Col. Santa Isabel Tola).

Escuela para la formación artística de nivel inicial en las áreas de música, danza (clásica, contemporánea y folclórica), teatro y artes plásticas para categorías infantil, juvenil y adultos para el desarrollo de las habilidades básicas de expresión, a través del manejo de elementos básicos de los lenguajes artísticos. Está ubicado en donde anteriormente se ubicaba el Centro Universitario Francés Hidalgo.

### Cultural
- Planetario Luis Enrique Erro (IPN)
- Adolfo López Mateos del IPN Zacatenco, Col. Zacatenco.
- Museo de la Cera en la Calzada de los Misterios
- Museo de la Basílica de Guadalupe:
- El cementerio y Museo de sitio del Tepeyac en la Basílica de Guadalupe. Es el único camposanto de la época virreinal construido que aún se mantiene abierto cumpliendo así las funciones para la que fue creado. Su historia se inicia en los primeros años del siglo XVIII estrechamente vinculada a la capilla del cerrito y a la casa de ejercicios espirituales anexa; fue elegido por los familiares devotos de la virgen Maria para enterrar a sus deudos. En 1859 quedó bajo la administración del ayuntamiento capitalino, 12 años después cuando los cementerios ubicados en los límites urbanos fueron clausurados, se determinó que los de la villa de Guadalupe los sustituyera.
- Museo de Geología del Instituto Politécnico Nacional.
- Pie del Museo de Historia Natural.
- Museo del Drenaje Profundo de Ciudad de México.
- Museo de los Ferrocarrileros.
- Centro Cultural Futurama
- Museo del Mormonismo en México, ubicado en la Av 510 en San Juan de Aragón.
- Dentro de la delegación Gustavo A. Madero se encuentra el Acueducto de Guadalupe que data del siglo XVII, que corre a largo 7 km. Actualmente esta área después de su rehabilitación en la colonia del mismo nombre, se utiliza como corredor deportivo, el cual es cuidado y protegido por los vecinos y usuarios del lugar

### Teatros
- Teatro «Morelos».
- Teatro «Tepeyac».
- Teatro al aire libre «Adalberto Martínez, Resortes».
- Centro Cultural Lindavista (Futurama).
- FARO (Fábrica de Artes y Oficios) Norte Indios Verdes (antes Cuautepec).
- Casas de la Cultura: Palmatitla, José Martí, José María Velasco, Juventino Rosas, Alí Chumacero
- Centro de Desarrollo Social y Cultural (CDSyC).
- Foro cultural «Cristina Payán».
- Sala de conciertos «Tepecuicatl».
- Teatro al aire libre «Carlos Colorado».

### Otras instalaciones
- Reclusorio Preventivo Norte

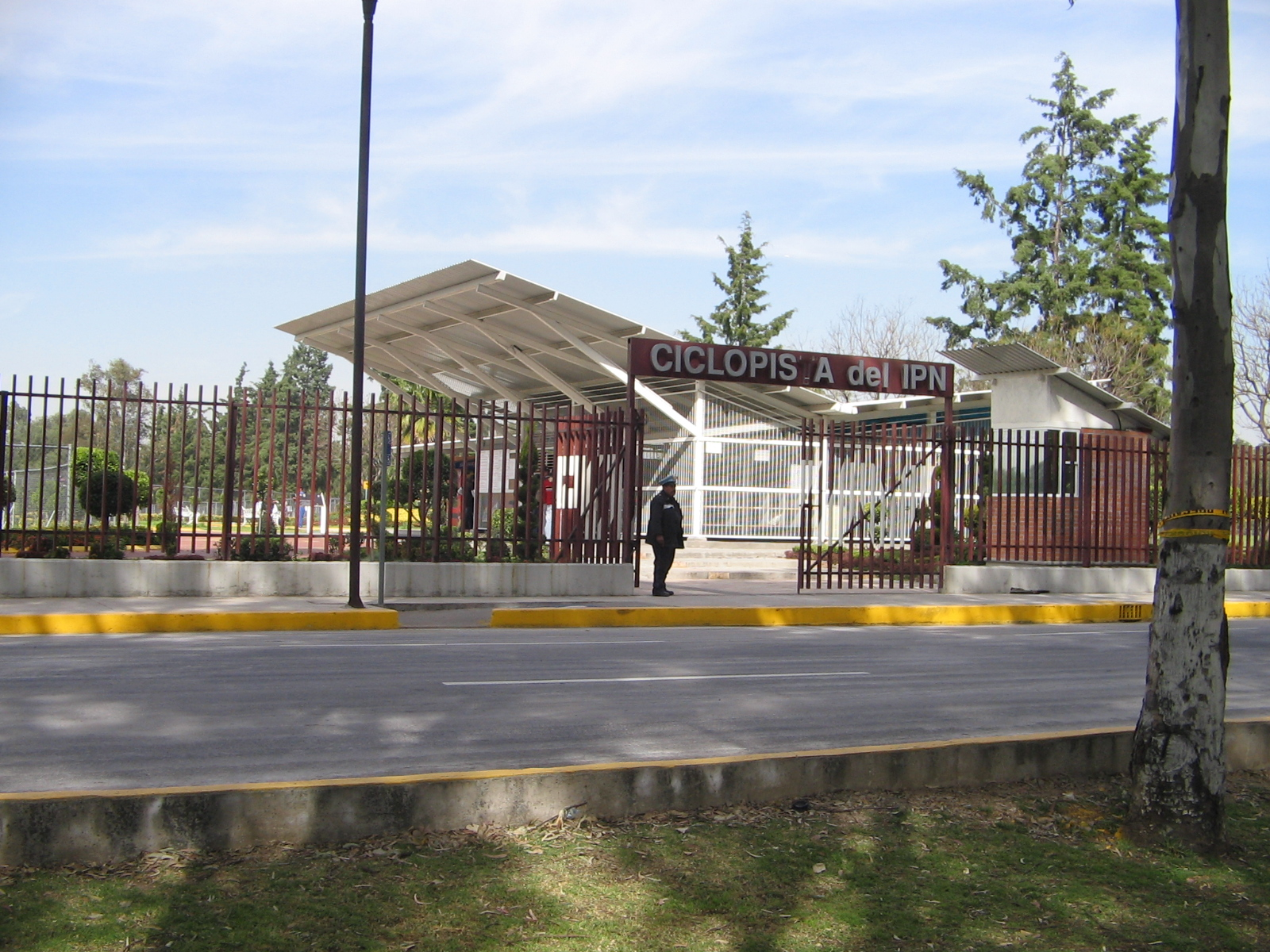
Ciclopista del IPN

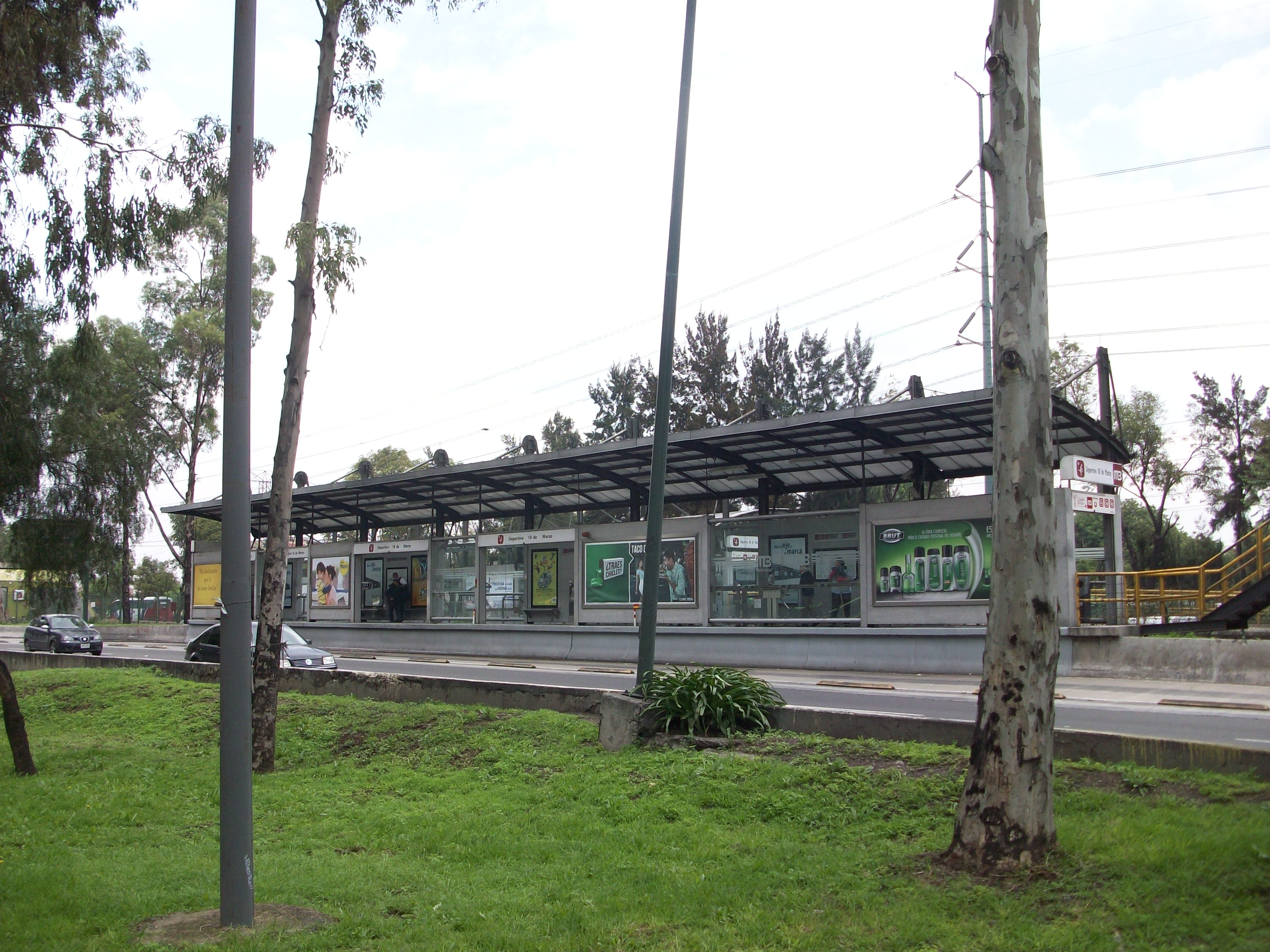
Deportivo 18 de Marzo

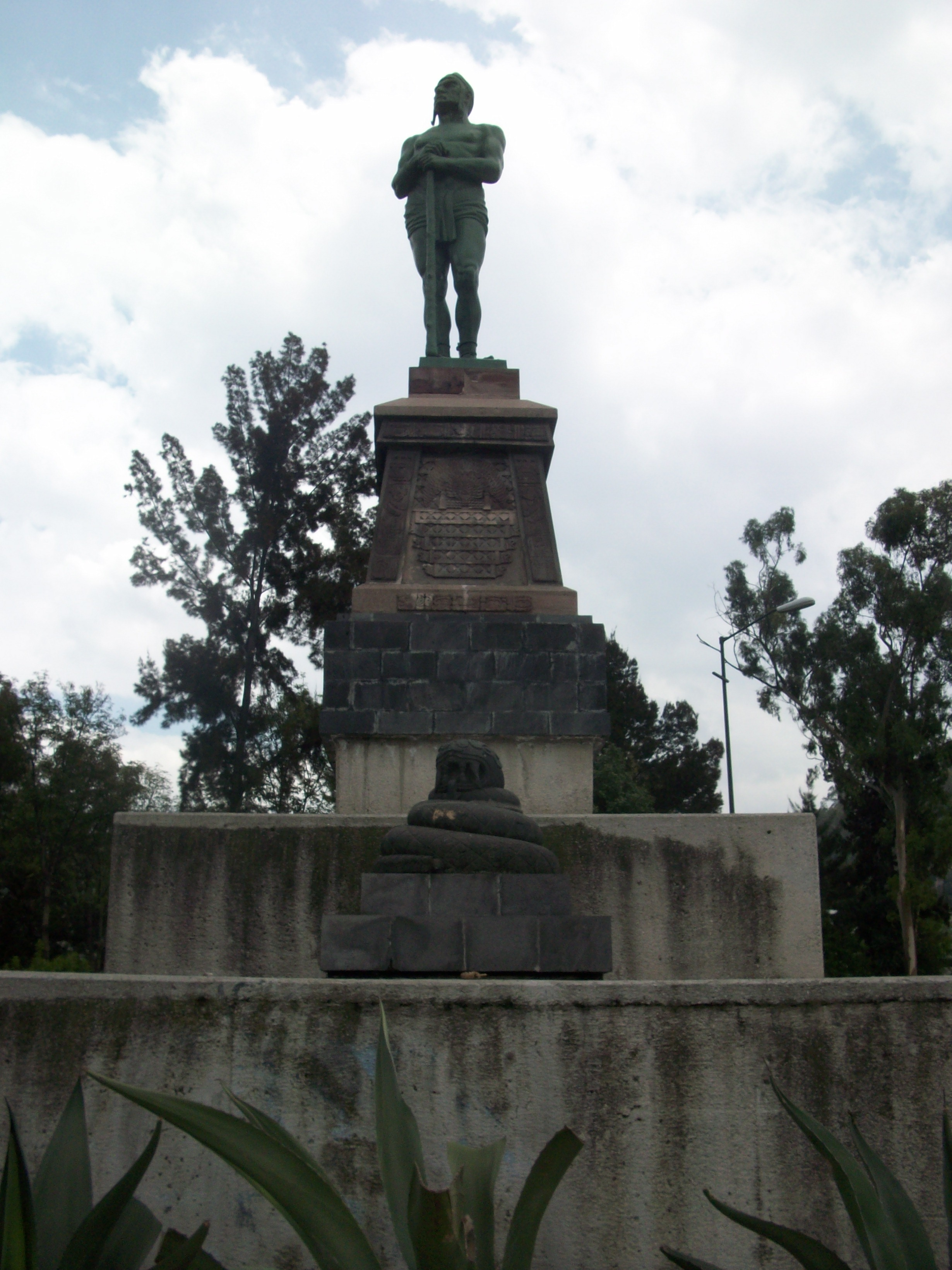
Estación de metro Indios Verdes

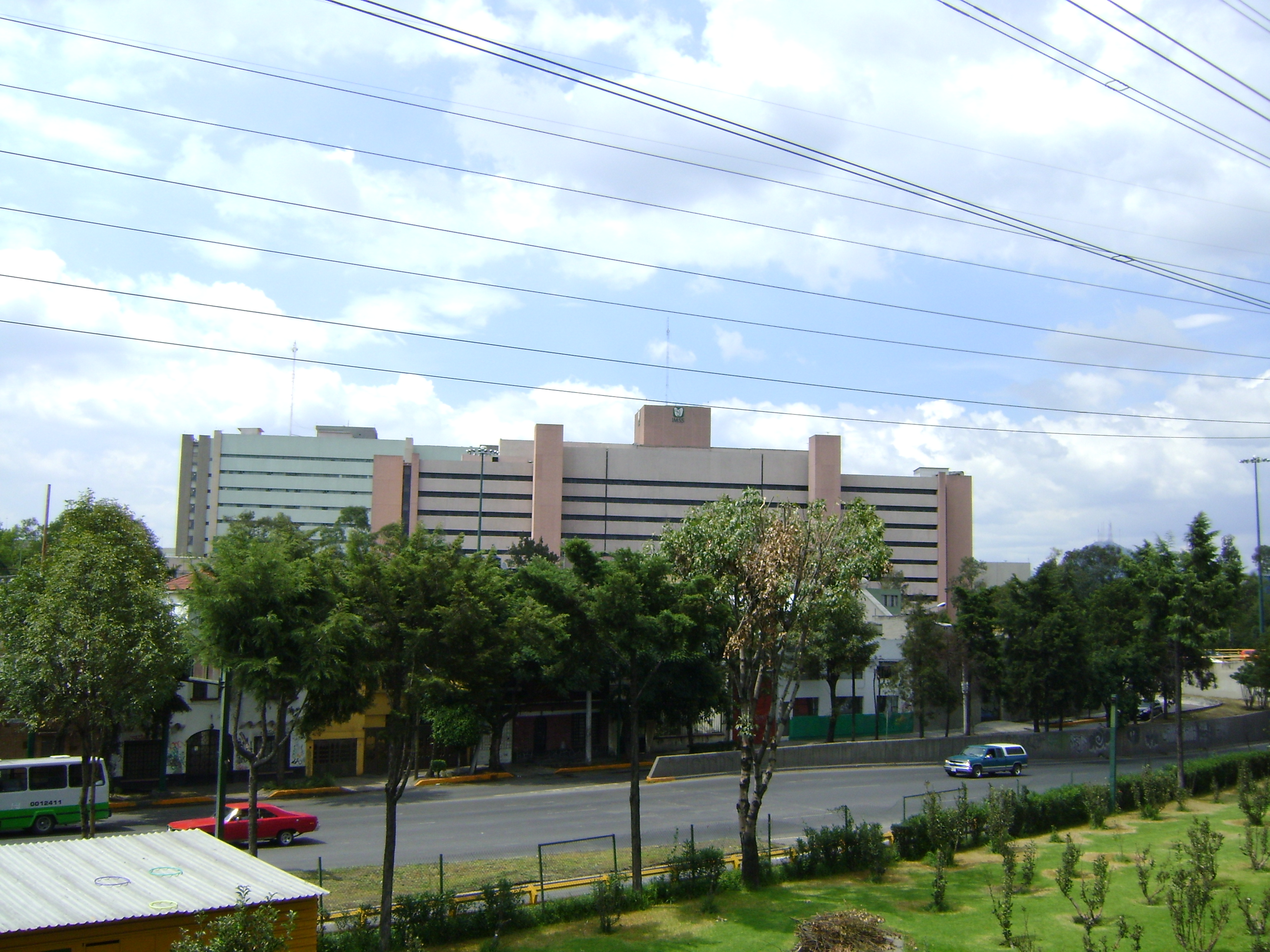
Hospital de La Raza

- También podemos encontrar varios centros comerciales como: Plaza Lindavista, Plaza Tepeyac, Plaza Torres Lindavista, Pabellón Ticomán, La Plaza Oriente y Parque Lindavista.
- Fábrica de Artes y Oficios (FARO) Indios verdes, ubicado en la Col. Santa Isabel Tola, la cual tiene como objetivo general brindar formación artística a través de talleres libres, así como bienes y servicios culturales de calidad y de manera gratuita. Se trata de un espacio incluyente que favorece el desarrollo cultural comunitario y el pleno ejercicio de los Derechos Culturales, dando cabida a las diversas expresiones de las artes y las culturas. En su propuesta el Faro Indios Verdes busca conjugar las artes y los oficios artesanales con la ecología, vista como una cultura indispensable en una zona de Ciudad de México de marcado acento industrial
- Otro sitio para visitar en esta demarcación es el famoso Tianguis de la San Felipe fundado en 1967, en la colonia "25 de Julio" al noroeste del Distrito Federal. como un simulado mercado de fierros viejos y zapatos usados, hoy San Felipe de Jesús se ha transformado en un tianguis dominical de más de 30 mil comerciantes y motivo de recreación, paseo y compras de unos 200 mil visitantes que arriban procedentes de diversos estados vecinos de la capital. Con cerca de 9 ha, este mercado se caracteriza por la variedad de los artículos que en él se ofertan (artesanías, muebles, ropas, artículos electrodomésticos, etc.) y precios bajos, además de localizarse en un punto neurálgico de la capital mexicana.

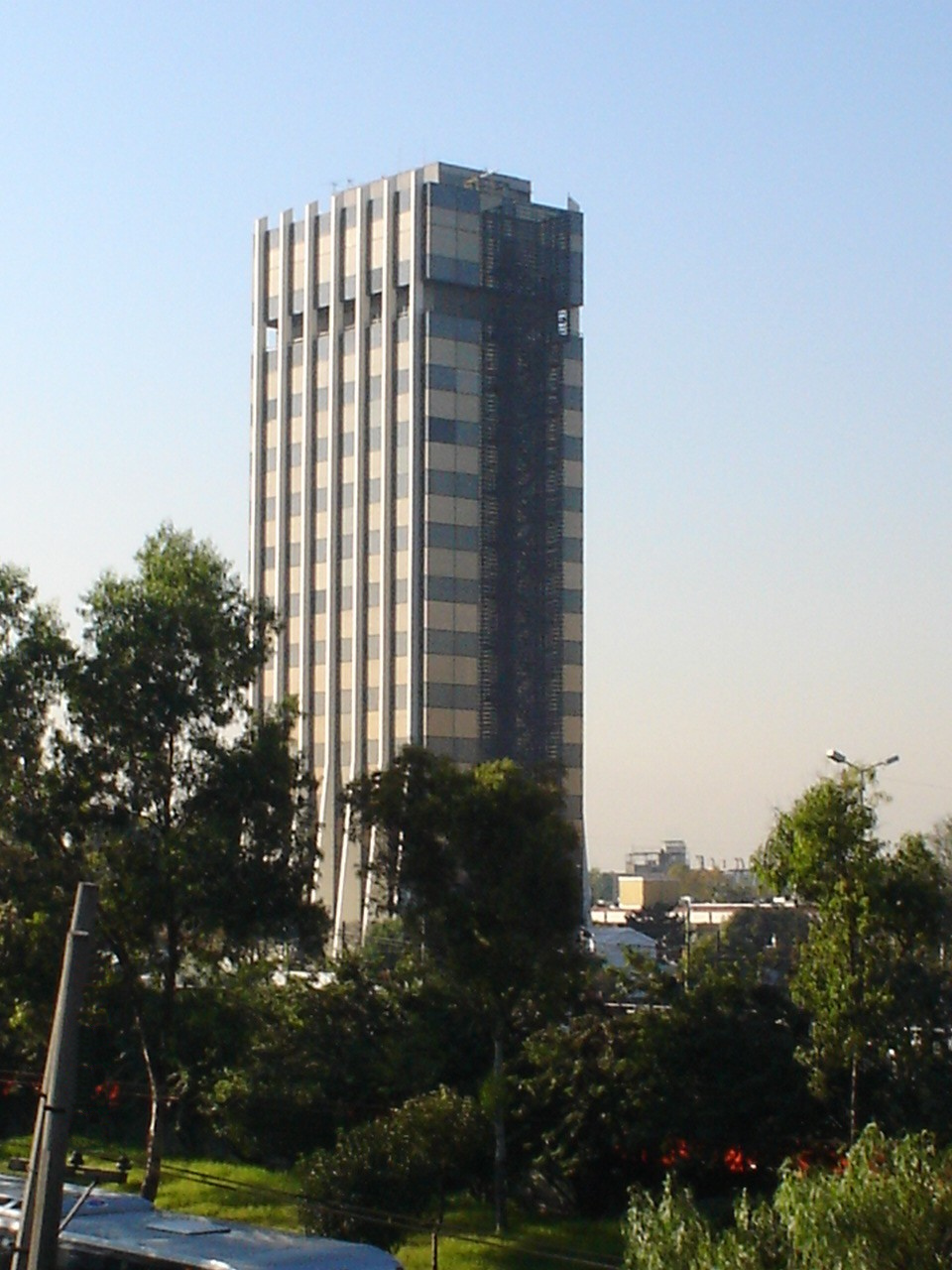
Oficinas del Instituto del Petróleo en Lindavista

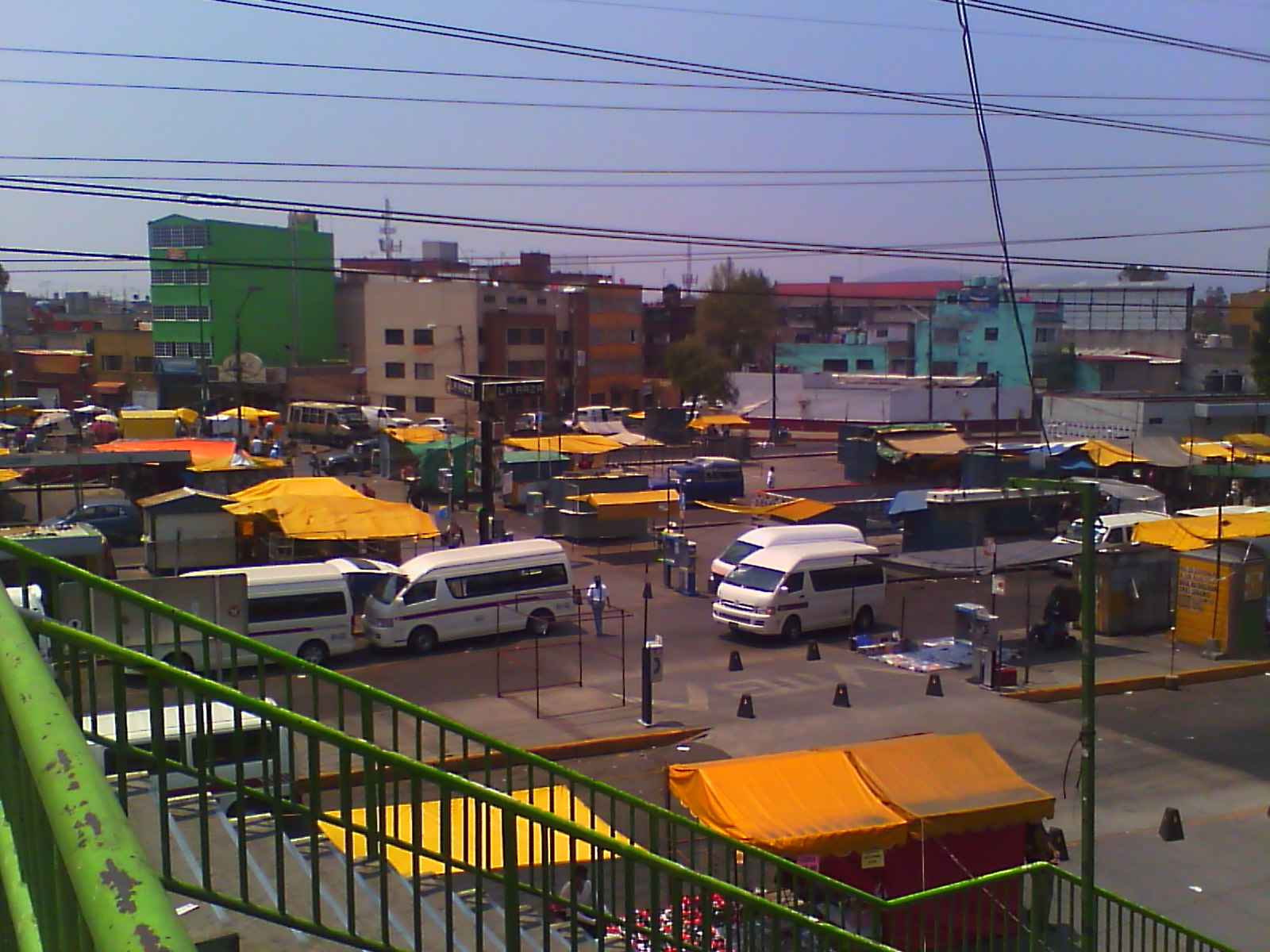
Colonia Vallejo y Peralvillo, dos colonias de carácter popular en los límites de las delegaciones Gustavo A. Madero y Cuauhtémoc

## Relaciones internacionales

### Hermanamientos
La ciudad de Gustavo A. Madero está hermanada con las siguientes ciudades alrededor del mundo:
- Turín, Italia (2010).[18]
- Milpa Alta, México (2013).[19][20]

### Convenios
La ciudad de Gustavo A. Madero tiene convenios con las siguientes ciudades alrededor del mundo:
- Chignahuapan, México (2018).[21]
- Ixmiquilpan, México (2019).[22]
- Cuauhtémoc, México (2019).[23][24]
- Nezahualcóyotl, México (2019).[25][26]
- Tlalnepantla de Baz, México (2019).[25][26]
- Ecatepec de Morelos, México (2019).[25][26]